# モリエール
モリエール（フランス語: Molière）として知られる、ジャン＝バティスト・ポクラン（フランス語: Jean-Baptiste Poquelin、1622年1月15日 - 1673年2月17日）は、フランス王国ブルボン朝時代の俳優、劇作家。ピエール・コルネイユ、ジャン・ラシーヌとともに古典主義の3大作家の1人。悲劇には多くを残さなかったが、鋭い風刺を効かせた数多くの優れた喜劇を制作し、フランス古典喜劇を完成させた。
自筆原稿や手紙は見つかっていない。また、南仏修業時代のモリエールの署名とされるものには同じ筆跡が一つとして無いなど、その生涯、特に青年期に関しては不明な点が多い。極めて裕福な家庭に生まれ育ち、青年期に演劇を志して劇団を結成するも運営に失敗、パリから逃げ出すように13年間の南フランス演劇修業の旅に出た。その甲斐あってパリ帰還後に大成功を収め、自身が率いる劇団はフランス国王の寵愛を獲得するまでに至った。彼が率いていた劇団がコメディ・フランセーズの前身であることから、同劇団は「モリエールの家（La maison de Molière）」という別名を持つ。

## 生涯

### 青年期

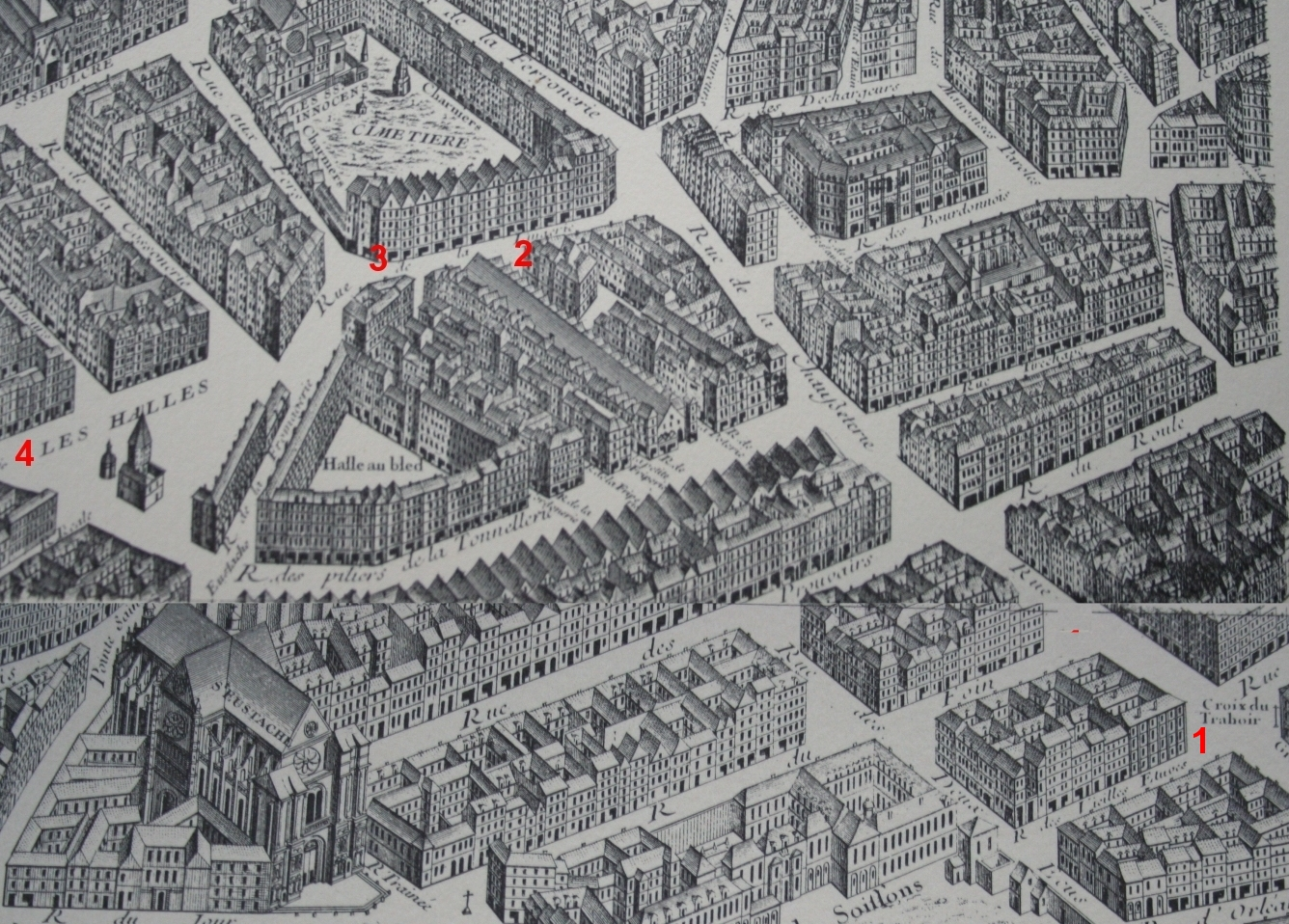
1、モリエールの生家
2、ミシェル・マズュエル(父方の祖父)の家
3、ルイ・クラッセ(母方の祖父)の家
4、1633年に父親が購入した新居

1622年1月15日に現在のパリのサントノーレ通りに面した家で、富裕な商人であるジャン・ポクラン（Jean Poquelin、父27歳）とマリー・クラッセ（Marie Cressé、母20歳）の間に長男として生まれる。ポクラン家は先祖代々商業を営んでおり、モリエールの祖父の代からは室内装飾業者を営んでいた。母マリー・クラッセもパリの裕福な商家の出身で、一通りの読み書きの心得もあったので、無学文盲の多い当時の庶民階級の女性としては、かなり高度な教養を身につけていた。
モリエールがどのような教育を受けたのかは、同時代人による証言がいくつかあるものの、それらが食い違っているため、本当のところはよくわかっていない。以下の教育に関する記述もあくまで一説である。
1631年ころ、ジェズイット派の運営するコレージュ・ド・クレルモンへ入学。同年、父親ジャン・ポクランが「王室付き室内装飾業者」という肩書を買い取った。1632年、母マリー・クラッセが死去。マリーの財産目録によれば、モリエールが生まれてから10年で一家の財産が3倍に膨れ上がっている。翌年父親がカトリーヌ・フルーレットと再婚し、継母となるが、1636年に死去している。

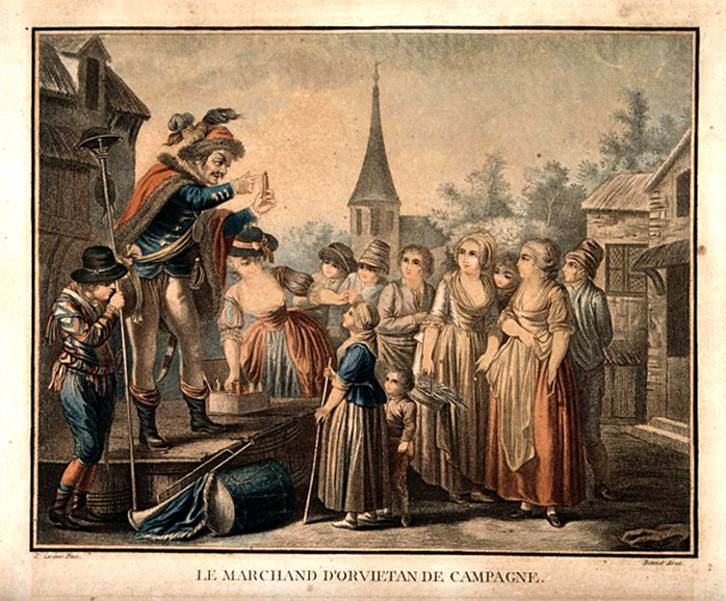
薬を売る大道芸人(オルヴィエタン)

1633年9月、父親が家を購入し、転居。この家は当時の商業の中心地であった中央市場や、様々な芸人が集まっていたポン・ヌフ、フランス国内で最初に有名になったサロン、ランブイエ邸の近くであった。また母方の祖父ルイ・クラッセが芝居好きで、当時一流の劇場であったブルゴーニュ劇場（Hôtel de Bourgogne）に桟敷を持っていたので、度々祖父に連れられて出かけたりしていた。このような環境で育ったことが劇作家としての基盤となった。
1640年ころ、コレージュ・ド・クレルモンを卒業。その後、オルレアンの大学に進学し、法律を学んだ。この頃、女優であり、彼にとっては初めての恋人であるマドレーヌ・ベジャールに出会ったようである。シラノ・ド・ベルジュラックらとともに、ピエール・ガッサンディに哲学を学んだとされるが、定かではない。1643年、大学を卒業。弁護士として活動する資格を得る。
この翌年、父親の代理として国王ルイ13世に随行しナルボンヌへ出向くなど、父親の跡を継ぐつもりであったようだが、次第に心変わりし家業を継ぐことを断念して、「王室付き室内装飾業者」世襲の権利は弟へ譲り、演劇の世界で生きていく決意を固めた。マドレーヌ・ベジャールに出会い、恋に落ちたために、この決意を固めたとする説や、相思相愛の仲であるマドレーヌに会うために、気の進まぬ役を引き受けてナルボンヌへの旅に出たとする説がある。

### 盛名座結成
1643年1月3日、モリエールは書面で父親に世襲権を抛棄する旨を宣言し、その権利を弟の一人に譲渡したいと申し出た。そして母親の遺産の一部（630リーヴル）を劇団結成の費用に充てるために至急支払ってくれるよう要求した。商人として社会的地位を一歩一歩高めてきた父親は驚き、親戚共々翻意を迫ったが、モリエールの決意を翻す迄には至らなかった。同年6月30日、マドレーヌ・ベジャールの母親マリー＝エルベの家にて、劇団結成の契約書に署名が為された。マドレーヌが座長格、モリエールが副座長格に就任した。しかし、座員はベジャール三兄妹のジョセフ、マドレーヌ、ジュヌヴィエーヴ、そしてモリエールの他数名、しかも俳優としての実績があるのはマドレーヌだけという有様で、残りの者はモリエールを含め全員演劇は素人であった。そのためかマドレーヌだけは好きな役を勝手に選ぶ権利が保証されていた。また、その契約書には、座員が脱退する場合には「初舞台以前なら3000リーヴルの罰金、以後なら4か月以前に届け出を必要とする。なお違反した場合には全財産没収」とあるなど、熱意だけは素晴らしかった。

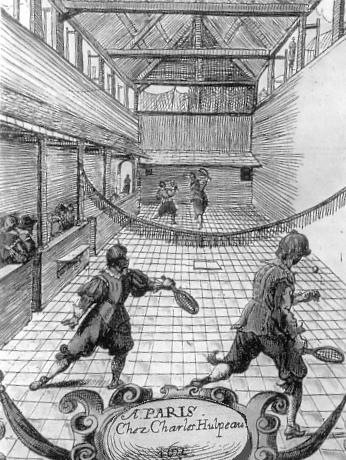
ジュ・ド・ポーム

かくして劇団は結成されたが、活動拠点とする劇場を探す必要があった。結成されたばかりで資金的余裕などなく、あちこち探し回った結果、1643年9月にセーヌ川左岸のサン＝ジェルマン街に古ぼけたジュ・ド・ポーム球戯場に借り受けることとなったが、三年契約で1900リーヴルも必要であった為に、母親の遺産の中から手切れ金同然に貰い受けた分では当然足りず、結局父親に借金を申し込む羽目に陥った。
当時のパリにおいて常設劇場として使えるのはブルゴーニュ劇場とマレー劇場の2つしかなかったため、常設劇場を持つ資金力のない劇団は球戯場を借りて劇場として改装し、そこで興行を行うのがふつうであった。盛名座の借りた球戯場もその例外でなく、改装しなければならなかったため、演劇への熱意を抑えられない一同は早速活動を始めるためにルーアンへ赴き、10月から1か月の間興行を行った。ルーアンはコルネイユが居住していた町で、後々のモリエール劇団のレパートリーに彼の作品が多くみられることを考えると、コルネイユを意識していたのかもしれない。
ブルゴーニュ劇場とマレー劇場の2つのみが当時のパリにおける常設劇場であったことは先述したが、マレー劇場を使用していた劇団（マレー座）は新興勢力として、まさに飛ぶ鳥を落とす勢いで成長しており、ブルゴーニュ座を脅かす存在となっていた。その勢いを削ぐためにブルゴーニュ座の座長は、マレー座の団員を大量に引き抜く策略に出て、それを見事に成功させたのだった。以上がモリエールらが盛名座を起こした際（1643年ころ）のパリにおける演劇事情であるが、マレー座が勢いをずいぶん削がれた隙を突いて、成功を目論んだのかもしれない。少なくとも、抱える劇団員の数で考えれば、十分マレー座に取って代わることは可能であった。
パリで興行を行うことができたのは1644年1月1日のことであった。座長のマドレーヌは劇団結成前から有名で人気のあった女優であったため、初めのうちはそれなりに客を集めるのに成功した。その上、同月13日にはマレー劇場が火災で消失するなど、盛名座を取り巻く状況は好転していくかのように思われた。ところが、劇団の改装に多額の借金をした上に、想定以上に時間がかかったため、経営が苦しくなっていった。これは、盛名座が専ら悲劇を上演にかけていたのも一因である。座長、副座長ともに悲劇を好んでいたためにそのようにしていたのだが、当時悲劇で評判を得ていたブルゴーニュ劇場に対抗できなかったのである。
モリエールは金策のために東奔西走し、あちこちで借金を重ねたが、ついに退団者が出てしまった。12月19日には、経費削減のためにさらに借賃の安いジュ・ド・ポームに移るが、状況は好転しなかった。1645年には座長格に昇格したが、このころにはマレー座がそれまで以上の機能を持つ劇場を新築し、再出発していた。深刻な財政難に陥った劇団はいよいよ追い詰められ、4月には借金が焦げ付くことを恐れた債権者から訴えられてしまった。借金のために劇場は差し押さえに遭い、盛名座は完全に活動停止に追い込まれた。ところが、それだけでは済まなかった。同年8月2日には、142リーヴルの返済不可能な借金のために、モリエールが劇団の代表者としてついに投獄されてしまった。
父親が保釈金を出してくれたおかげで、モリエールは幸いにも数日で出獄することができた。しかし団員として残ったのは彼を含めて5人だけで、そこに新加入の2人を含めて総勢7人での再出発となった。しかし、借金のためにパリにいられなくなったので一行はボルドーへ赴いた。13年に及ぶ南フランス巡業の始まりである。ボルドーでギュイエンヌ総督エペルノン公爵の庇護を受けることに成功し、盛名座は公爵が所有していたデュフレーヌ劇団と合併した。1645年の年末、もしくは46年の年頭のことである。こうして盛名座は解散、幕を下ろしたのであった。

### 南フランス修業時代

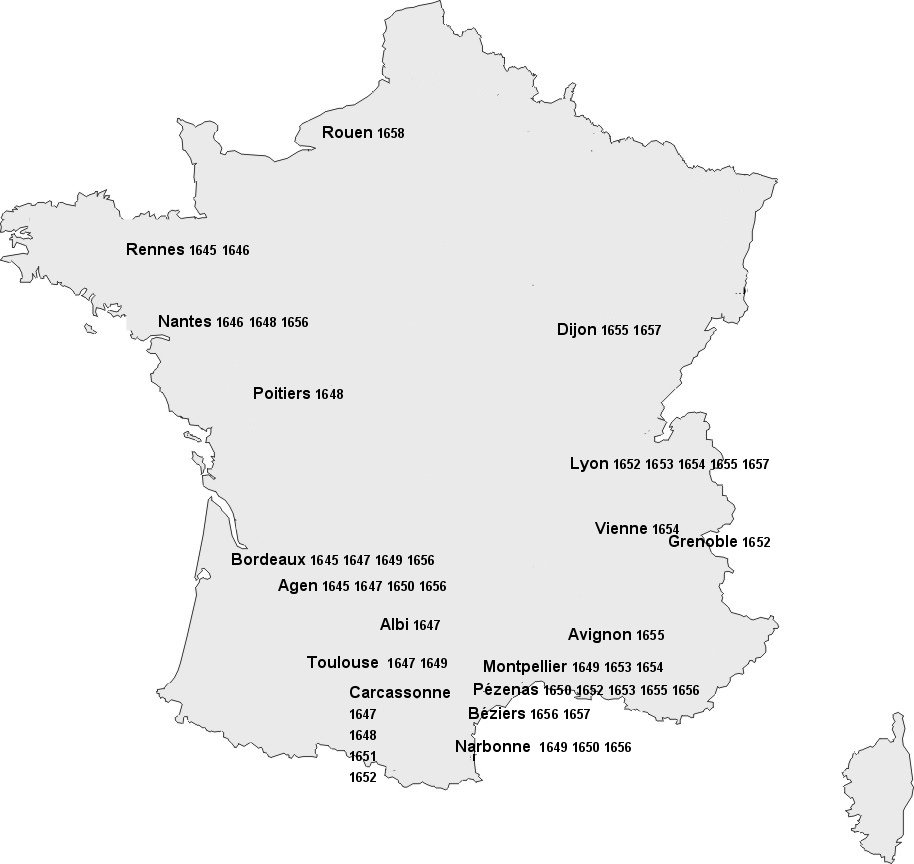
南フランス修業中の軌跡

劇団の看板女優たち。左からマルキーズ・デュ・パルク、カトリーヌ・ド・ブリー、アルマンド・ベジャール、マドレーヌ・ベジャール
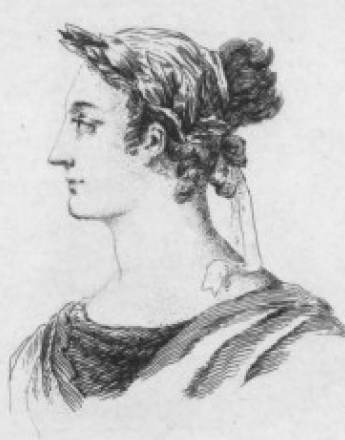
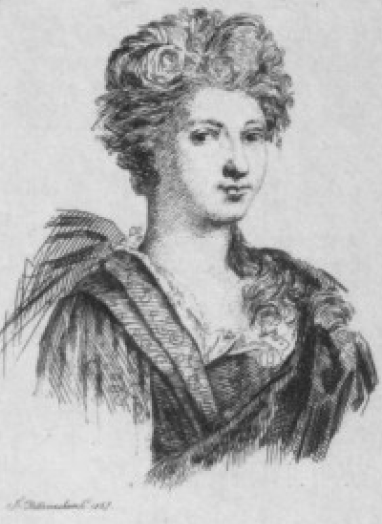
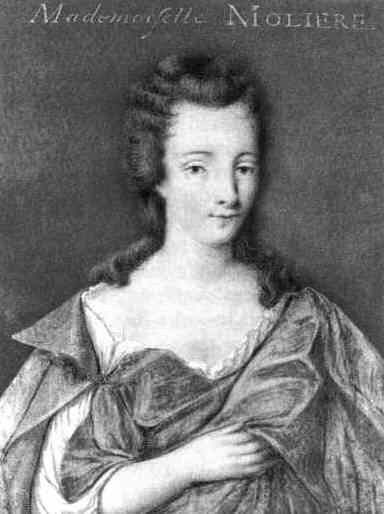
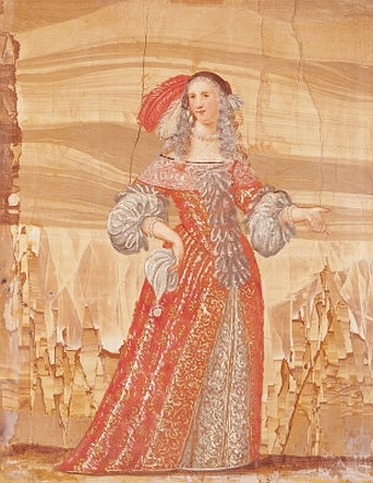

17世紀のフランスには、地方を巡業を主とする劇団が200以上、様々な劇団を渡り歩く役者も1000人は存在したという。数多くある劇団のうち、20ほどの劇団のみが王侯貴族の手厚い庇護を獲得していたが、モリエールらが加わったデュフレーヌ劇団もまさにこうした劇団のひとつであった。
南フランス巡業時代についてあまり詳しくはわかっていないが、1647年の秋にオービジュー伯爵の招きに応じてトゥールーズへ赴き、公演を行っている。同年にアルビ、カルカッソンヌなどでも公演をこなし、48年にはナント、フォントネー＝ル＝コント、49年にポワチエ、アングレーム、リモージュ、トゥールーズ、モンペリエ、ナルボンヌを巡業し、興行を行った。
1650年にはラングドック地方の議会がペズナスで開催された為、会期中に街に滞在する参加者たちの退屈しのぎとして3か月間の契約で街から招聘され、興行を行っている。この際、ペズナスから謝礼金4000リーヴルが贈られ、それに対するモリエールの署名入り受取書が残されているため、およそこの時期に劇団の座長に就任したようである。同年にエペルノン公の不興を買い、庇護を失った。また、リヨンに拠点を据え、ここから巡業先へ出向くようになった。このころ、カトリーヌ・ド・ブリー、ならびにアルマンド・ベジャールが劇団に加入。アルマンドはムヌー嬢なる芸名の子役としての入団である。彼女は後にモリエールの妻となったが、そもそも彼女は誰の子供なのか、モリエールとその愛人マドレーヌ・ベジャールとはどういった関係なのかを巡って論争が行われてきたが、未だに決着はついていない。
1652年末にはリヨンにて、コルネイユの音楽付き仕掛け芝居『アンドロメード』を上演している。この作品は1650年にパリで上演され、大成功を収めた作品で、リヨンでの上演においてはモリエールが空飛ぶ英雄のペルセを、マドレーヌ・ベジャールがヒロイン役を演じている。『アンドロメード』の序幕の舞台装置は、モリエールが後々制作する作品『ドン・ジュアン』や『プシシェ』に影響を与えている。パリで大流行していた音楽付き仕掛け芝居が持つ魅力に、モリエールが着目するきっかけを与えたという意味で、この上演の意義は極めて大きい。
このころ、マルキーズ・デュ・パルクが劇団に加入した。カトリーヌ・ド・ブリーと揃って2人とものちに劇団の看板女優となり、17世紀を代表する屈指の名女優になった。マルキーズは大変な美貌の持ち主で、モリエールだけでなく、コルネイユやラシーヌなど有名無名を問わず、ありとあらゆる男性の心を惹きつける女性であった。その美貌によって、モリエールは助けられたこともあった。
1653年には、かつてコレージュ・ド・クレルモンでの学友だったコンティ公の招待を受けて、別荘があるペズナスへ赴いた。コンティ公はフロンドの乱で敗北して以降、居城にこもり、ひたすら快楽にふけっていた。この年、愛人であるカルヴィモン夫人(ボルドー高等法院の評定官の妻であった)を喜ばせるために、劇団を呼び寄せて芝居を楽しもうと考えていたのだった。しかしいざ一行が到着すると、既に「コルミエ劇団」がカルヴィモン夫人に贈り物をして上演の契約に成功しており、一行はコンティ公に冷たくあしらわれた。愛人の言いなりだったコンティ公は、モリエールの劇団にはもはや関心がなかったのである。
かかった旅費すら出してもらえそうにない冷たい態度に困ったモリエールは、仕方なくしばらくペズナスで芝居を行うことにした。コンティ公の秘書を務めていた詩人・サラザン（Jean=François Sarasin）はこの芝居を見て、マルキーズの美貌に惹かれ、何とかして劇団をこの地に留めたいと考えた。真正面から「劇団を変えてください」などと言うわけにもいかないので、コルミエ劇団とモリエールらの劇団を競合するようにそそのかし、カルヴィモン夫人にモリエールの劇団の方がいかに優れているかを説いて納得させたのだった。こうして、マルキーズの美貌に助けられて、モリエールの劇団はコンティ公の庇護を獲得したのである。これによって劇団の財政はますます安定し、人気も高まっていった。
1655年には、モリエールの演劇人生を考える上で重要な作品が2つ、『粗忽者』と『相容れないものたちのバレエ』が上演された。『粗忽者』は初の本格的な自作の喜劇作品であった。テキストが現存する作品に絞って考えると、彼はこれまでに既に2作品を書いているが、当時の慣習として「喜劇」というのはおよそ3～5幕からなる作品のことを指したため、これが初の喜劇となった。コンティ公の御前で、モンペリエにて上演された『相容れないものたちのバレエ』は、コメディ＝バレの前身と考えられる作品である。宮廷バレエはルイ13世の時代から非常にもてはやされたジャンルであったが、音楽と踊りが融合したこの演劇形態に早くからモリエールが着目していたことを示す作品である。このバレエは合作で、モリエール1人の手によるものではない。モリエールは構想段階から制作に関わり、テキストの一部を執筆したほか、2つの役をこなしたという。
同年7月には作曲家のシャルル・ダスシと協力して、『クリスチーヌ・ド・フランスに捧げる歌』を制作している。ダスシは『アンドロメード』の作曲をも担当しており、モリエールらと再会したのだった。ダスシはこの際に受けた歓待ぶりを、回想として次のような記録に遺している。
1656年11月、劇団の庇護者の1人であったオービジュー伯爵が亡くなった。それから間もなくのこと、1657年に同じく庇護者の1人であったコンティ公が突如カトリックへ改宗し、敬虔な信者となった。これまでの奔放な行いを深く悔い、カトリックの秘密結社である聖体秘蹟協会の一員となったのである。これと同時にモリエールらの劇団は庇護を失うどころか、「罪深い娯楽」として激しい弾圧の対象となった。このように相次いで庇護を失ったことは、当然劇団に影響を与えた。安定した収入を見込んでいたのに、その当てが消え失せたことで財政的な危機に直面してしまった。この財政危機がきっかけとなって、劇団はパリへの進出を、モリエールら盛名座の残党はパリへの帰還を決意したのだった。

### パリへの帰還

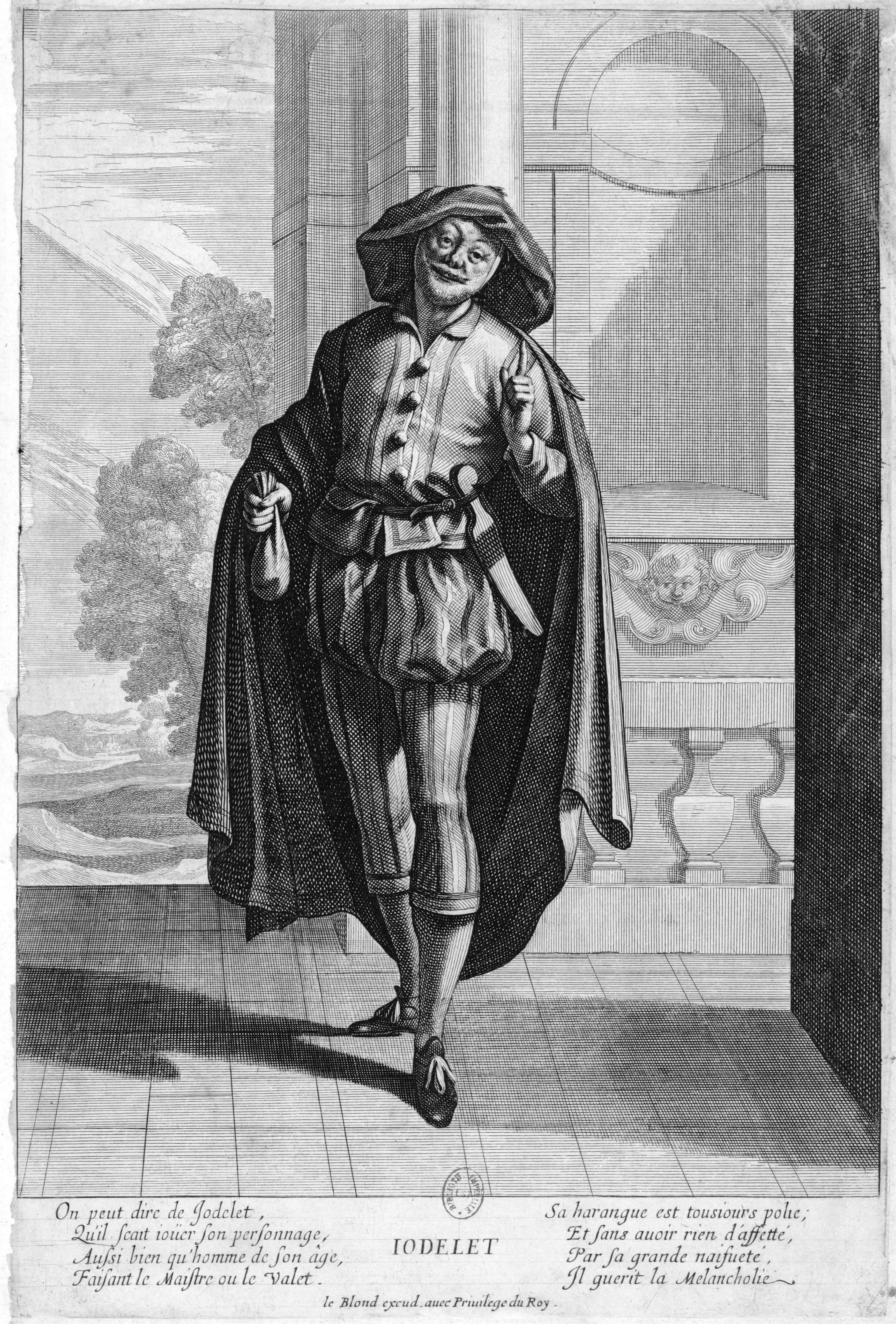
喜劇役者ジョドレ
主人役でも下僕役でも、ジョドレに演じられない役はない。ジョドレの台詞にはいつだって小粋な美しさがあって、不自然さなんて少しもない。ジョドレの陽気な演技を見ていると、落ち込んでいてもたちまち元気になってしまう

1658年、モリエールはパリ進出をもくろみ、その下準備を始めていた。パリの目と鼻の先の位置にあるルーアンで行った興行は大成功を収め、より一層の自信をつけた。ルーアンにはコルネイユ兄弟が居住しており、モリエールの彼らに対する敬慕の情もルーアンに立ち寄った動機の1つであるという。ルーアンに滞在中、パリでの庇護者を探す目的で、数回パリへ赴いている。13年にも及ぶ南フランスでの修業時代に、有力者の庇護を受けたり失ったりを繰り返していたモリエールは、演劇の腕を磨いただけではなく、有力者との交渉人としても腕が立つようになっていたのである。
その結果、ルイ14世の弟であるフィリップ1世の庇護を受けることに成功し、王弟殿下専属劇団（Troupe de Monsieur）との肩書を獲得し、同年10月24日にはルイ14世の御前で演劇を行うことが許された。モリエールはこの御前公演において、まず初めにコルネイユの悲劇『ニコメード』を上演した。この公演には、数々のコルネイユ悲劇を上演し、パリで大成功を収めていたブルゴーニュ座の役者たちも臨席していた。彼らの得意演目を、その眼前で上演にかけるという大胆な行為に出たのである。『ニコメード』の上演を終えると、モリエールは国王陛下の御前に進み出て、『恋する医者』の上演を願い出た。幸いなことに『恋する医者』は国王陛下のお気に入るところとなり、こうして大成功のうちに御前公演を終えた。

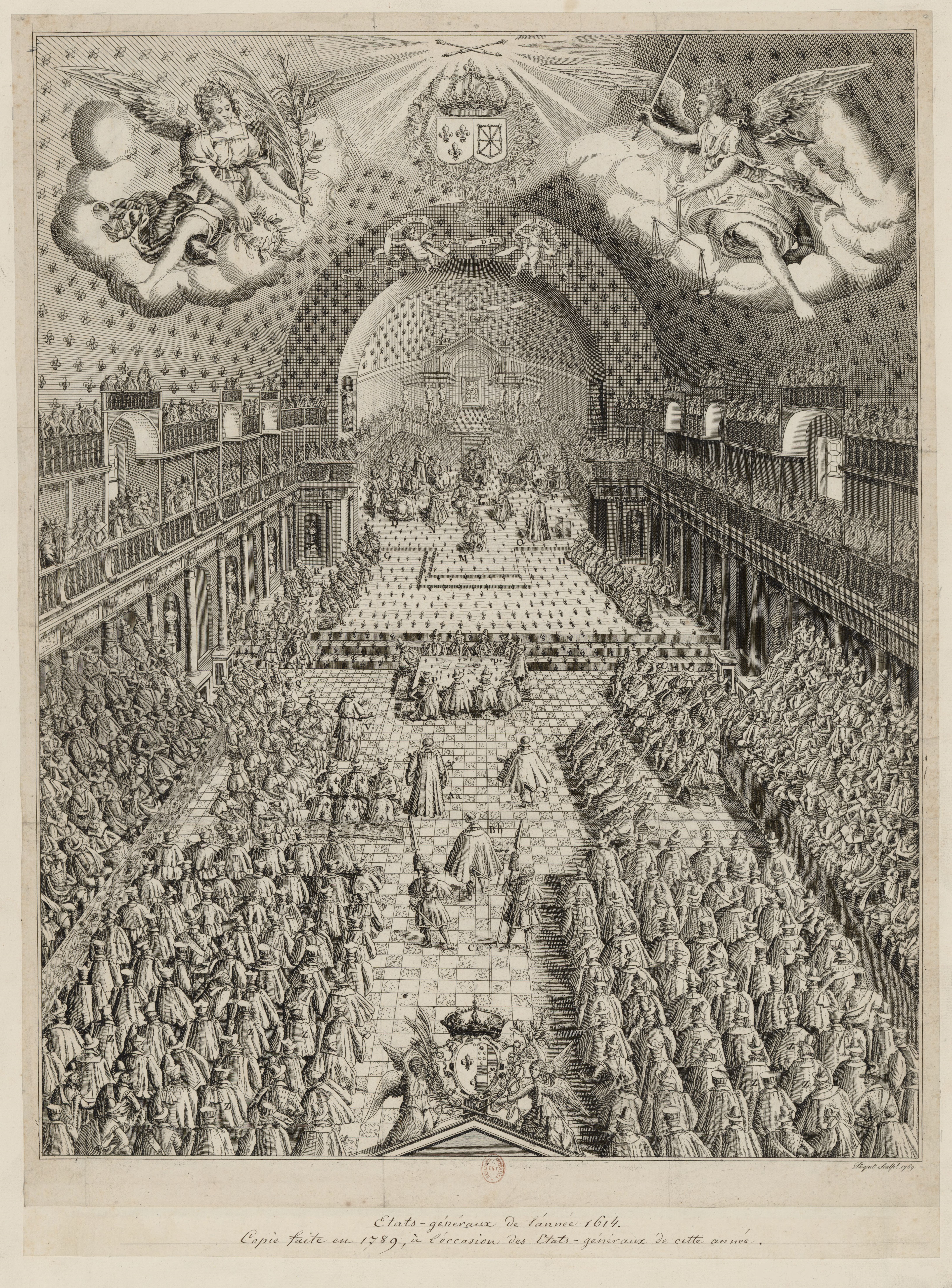
プチ・ブルボン劇場の様子

こうしてモリエールとその劇団は、国王と延臣たちに気に入られ、プチ・ブルボン劇場を使用する許可を獲得した。既にこの劇場はイタリア人劇団が使用しており、通常日（日、火、金曜のこと。17世紀フランスには特にこの曜日に観劇をする習慣があり、客入りがよくなるので、稼ぎ時であった）を除く曜日のみ使用できるという不利な条件であったが、かつての盛名座のように、劇場の賃貸料を気にする必要はもはやなくなった。それどころか、マレー座やブルゴーニュ座と比肩しうるほどの劇団にまでなったのである。1658年11月には、パリの観客の前にデビューしている。『粗忽者』、『恋人の喧嘩』を上演し、いずれも2、30回公演を重ねるなど、成功を収めたという。デビュー公演の興行成績としては十分に満足できるものであった。
復活祭を迎えたところで、パリでのデビューシーズンを終えた。翌年度のシーズンに備えて、劇団は新たに5人の役者をメンバーとして迎えた。マレー座で喜劇役者として有名であったジョドレ、その弟レピー、ラ・グランジュ、デュ・クロアジー夫妻である。とりわけ、ラ・グランジュの加入は大きな意味を持つ。彼が入団直後からつけ始めた『帳簿』によって、劇団がパリの劇場で何を演じ、どれほどの興行成績を上げたか、さらに貴族の館での私的な上演の状況や劇団、並びにその団員にとっての重大事項などが、後世に伝わることとなった。ジョドレと交換するように、マルキーズ・デュ・パルクとその夫のグロ＝ルネがマレー座に移籍してしまった。この行為の意味はよく分からないが、配役に対する不満があったのではないかとする説がある。この頃劇団はマルキーズと、カトリーヌ・ド・ブリー、マドレーヌ・ベジャールという3人の看板女優を抱えており、モリエールは彼女たちが配役に不満を抱いて対立しないように苦心していたのだった。
パリで迎える2年目のシーズンは、1659年4月28日に始まった。ジャン・デマレ・ド・サン＝ソルランやポール・スカロン、トリスタン・レルミット、ジャン・ロトルーらの作品など、すでに劇団のレパートリーになっていたものに加えて、『粗忽者』、『恋人の喧嘩』など自作品を日替わりで舞台にかけていたが、思うように興行成績を上げることができなかった。このような状況を打開するのに、大いに役立ったのが『才女気取り』である。同年11月18日にコルネイユの『シンナ』とともに初演された時には、興行成績がそれまでの平均の2倍以上に跳ね上がった。ほかの作家の新作上演の都合から何度か上演を休止しているが、それでも30回近く連続して公演を行うなど、大成功を収めた。この作品の人気を聞きつけて、自分の館に劇団を招いて私的な上演を行わせる貴族が次々と現れた。まさにモリエールは、パリ在住のあらゆる身分の観客たちのこころを捉えつつあった。国王ルイ14世は、この初演の際はピレネーに遠征中であったが、マリー・テレーズ・ドートリッシュとの婚約を取り決めてパリにもどってくると、1660年7月29日にヴァンセンヌ城に劇団を呼び寄せて本作を上演させた。
3年目のシーズンを迎えようとしていた1660年3月末、ジョドレが老衰のために死去した。享年70歳。大切な役者を一人失ってしまった劇団であったが、それを補うようにデュ・パルク夫妻が劇団に戻ってきた。こうして3年目のシーズンを迎えた劇団は、同年5月28日に『スガナレル:もしくは疑りぶかい亭主』の初演を行った。この作品は前作の『才女気取り』ほどではないにせよ、それなりの成功を収めた。この成功にあやかろうと同作を無断で出版するヌフヴィレーヌなる作家が現れたが、この海賊版とモリエールの生前に発行された作品集に収められた作品が何から何まで同一であるため、ヌフヴィレーヌとモリエールは同一人物であるとして、この無断出版はモリエールの宣伝行為ではないかと考える研究者もいる。この作家ならびに海賊版を出版した書店とは後に和解しているので、当然、別の人物と考える者もいる。
1660年10月11日、ルーヴル宮殿の拡張工事のためにプチ・ブルボン劇場の解体工事が始まった。拠点を失ったモリエールであったが、幸いにも庇護者であるフィリップ1世が兄であるルイ14世に話を通してくれたおかげで、代わりにパレ・ロワイヤルの使用権を与えられた。この劇場が生涯の本拠地となった。パレ・ロワイヤルは元々パレ・カルディナルと言って、リシュリュー枢機卿が建築した館であった。ルイ13世に寄進されていたが、受け取られることもなく長らく放置されていたため、改修工事が必要であった。そのため劇団は工事期間中、貴族たちの館を転々として私的な上演を行った。10月21日にはルーヴル宮殿で『粗忽者』と『才女気取り』を上演し、26日には病のため床に臥せていたジュール・マザランのために、彼の邸宅で同様の演目を上演した。マザラン邸での上演会には国王も密かに参加しており、劇団は報酬として3000リーヴルを与えられている。このころすでにモリエールとその劇団は、国王の寵愛を集める存在へとなっていたのだった。
1661年1月20日、ようやくパレ・ロワイヤルが改修を終えて、劇場として使えるようになった。手始めに『スガナレル』や『才女気取り』を上演にかけて、観客たちの様子をうかがった後、同年2月4日に悲劇『ドン・ガルシ・ド・ナヴァール』を上演にかけた。劇作家としての技量を示す格好の本格悲劇として、周到に準備を進めてこの作品の初演に臨んだモリエールであったが、公演をわずか7回で打ち切るほど観客の評判は悪く、大失敗してしまった。モリエールはこの作品で主人公を演じたが、すでに喜劇役者として得ていた名声が、大きな障害となってしまったのである。この作品の台本はモリエールの生前中は出版されることもなく、1663年を最後にモリエールの生前は上演されなくなった。

### 成功への道
モリエールにとって『ドン・ガルシ・ド・ナヴァール』の失敗は予想外であった。その失敗の理由が自分の喜劇役者としての名声にあるのだから、成功するためには喜劇を制作するほかない。そうした考えに基づいて制作されたのが『亭主学校』である。復活祭の休み中から構想を練り始め、1661年6月24日、パレ・ロワイヤルにて初演が行われた。初演の成績はあまり振るわなかったものの公演を重ねるごとに評判を呼び、3か月に亘って連続32回の公演を行うなど、前作の大失敗を吹き飛ばす大成功を収めた。それ以上にこの作品が重要なのは、『才女気取り』以上に王侯貴族たちの関心を惹いたことである。この作品を財務卿ニコラ・フーケやルイ14世が上演させたことで、モリエール劇団はますます宮廷で人気を集めていった。
この当時、財務卿フーケは、1661年3月に亡くなったばかりの宰相ジュール・マザランの後釜を狙っていた。そのためには王の歓心を買い、自身の存在感をより一層際立たせる必要がある。そのために思いついたのが、居城であるヴォー＝ル＝ヴィコント城にて豪勢な祭典を開催することであった。フーケがこのように考えていたところに、ちょうどタイミングよく『亭主学校』が成功を収めたのである。モリエール劇団は人気急上昇中の、まさに今話題の劇団であるのだからこれを利用しない手はない。こうしてフーケは、王のために上演させる『はた迷惑な人たち』をモリエールに作らせたのである。
国王は、このフーケの祭典の数か月前に『四季のバレエ』なる演劇祭典を催していた。この祭典で国王は「春」に扮してバレエを踊った。冬を乗り越え、春がすべての自然の生命を生まれ変わらせるように、王の力で新しいフランスが作られる、これからは自身の力で永遠に続く春を実現するのだというメッセージを発するためである。フーケはこのメッセージを読み違え、国王の祭典を凌駕する、豪勢な規模のものを開いてしまった。結局フーケは国王の不興を買って、間もなく逮捕され、失脚してしまった。
主催者がこのような顛末をたどることになった祭典において、1661年8月17日に『はた迷惑な人たち』は初演が行われた。本作はコメディ・バレの第1作目である。フーケのことは気に入らなかった国王であったが、本作についてはずいぶん気に入ったようで、同月フォンテーヌブロー宮殿に劇団を呼び寄せて再び上演させている。本作の「国王陛下への献辞」によれば、モリエールは王が提案した人物を新たに書き加えて、戯曲の中心に組み入れ、ますます出来が良くなったとのことである。同年11月14日には市民に向けて、パレ・ロワイヤルにて本作が公開された。国王陛下をはじめ、貴族たちに大評判をとったという本作の評判はパリ市民たちの好奇心を刺激し、彼らは期待を募らせていたのだった。音楽や舞踊と喜劇を合わせたこの作品は、演劇的な要素をすべて盛り込んだ、総合的なスペクタクルであった。これまでの演劇にはない新しさを持った本作の公演は大盛況で、39回連続公演を記録した。こうして、成功のうちに1661年度のシーズンは幕を下ろした。前年の1.7倍の興行収入を挙げている。

モリエールとアルマンドの結婚契約書
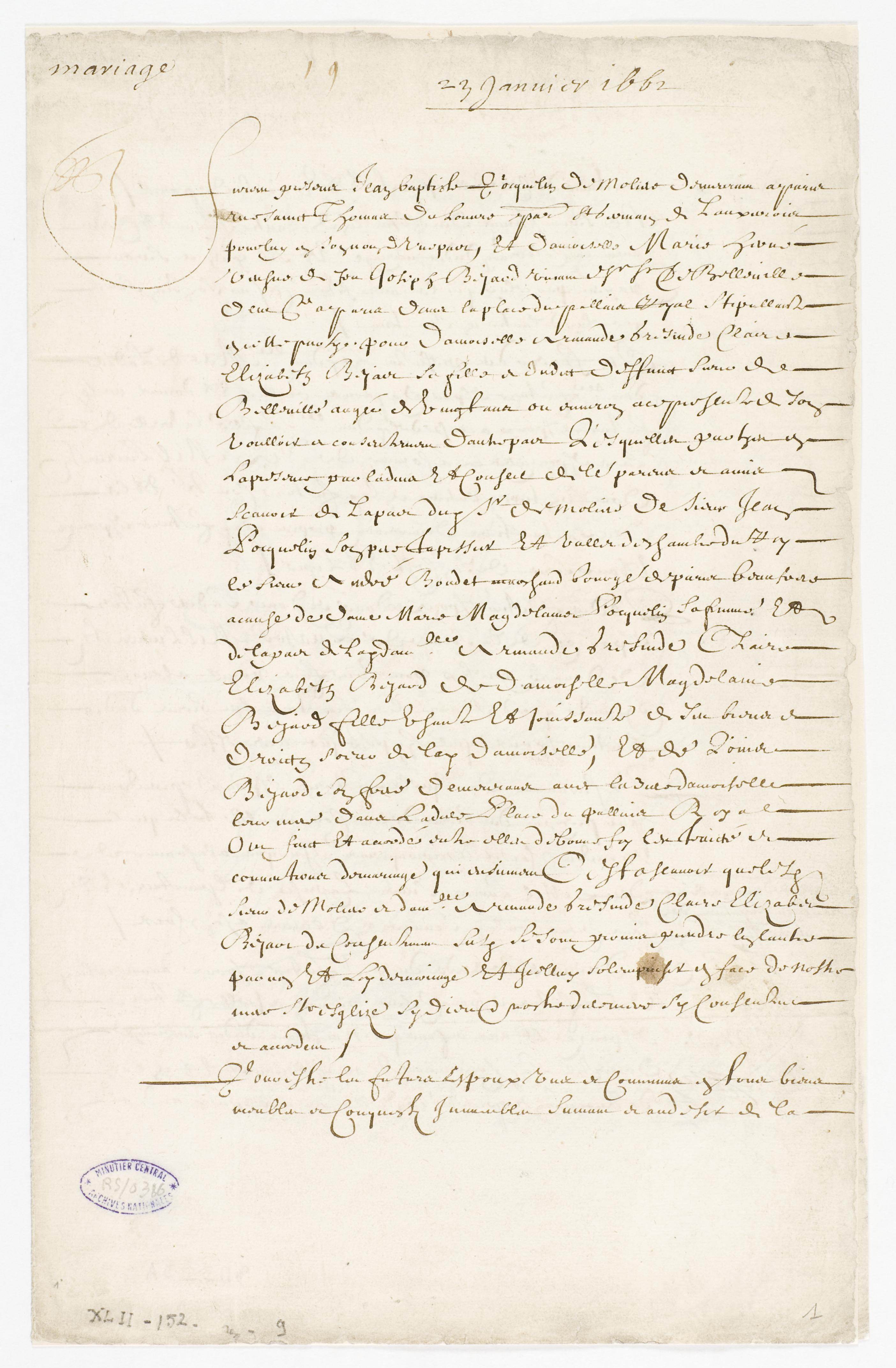
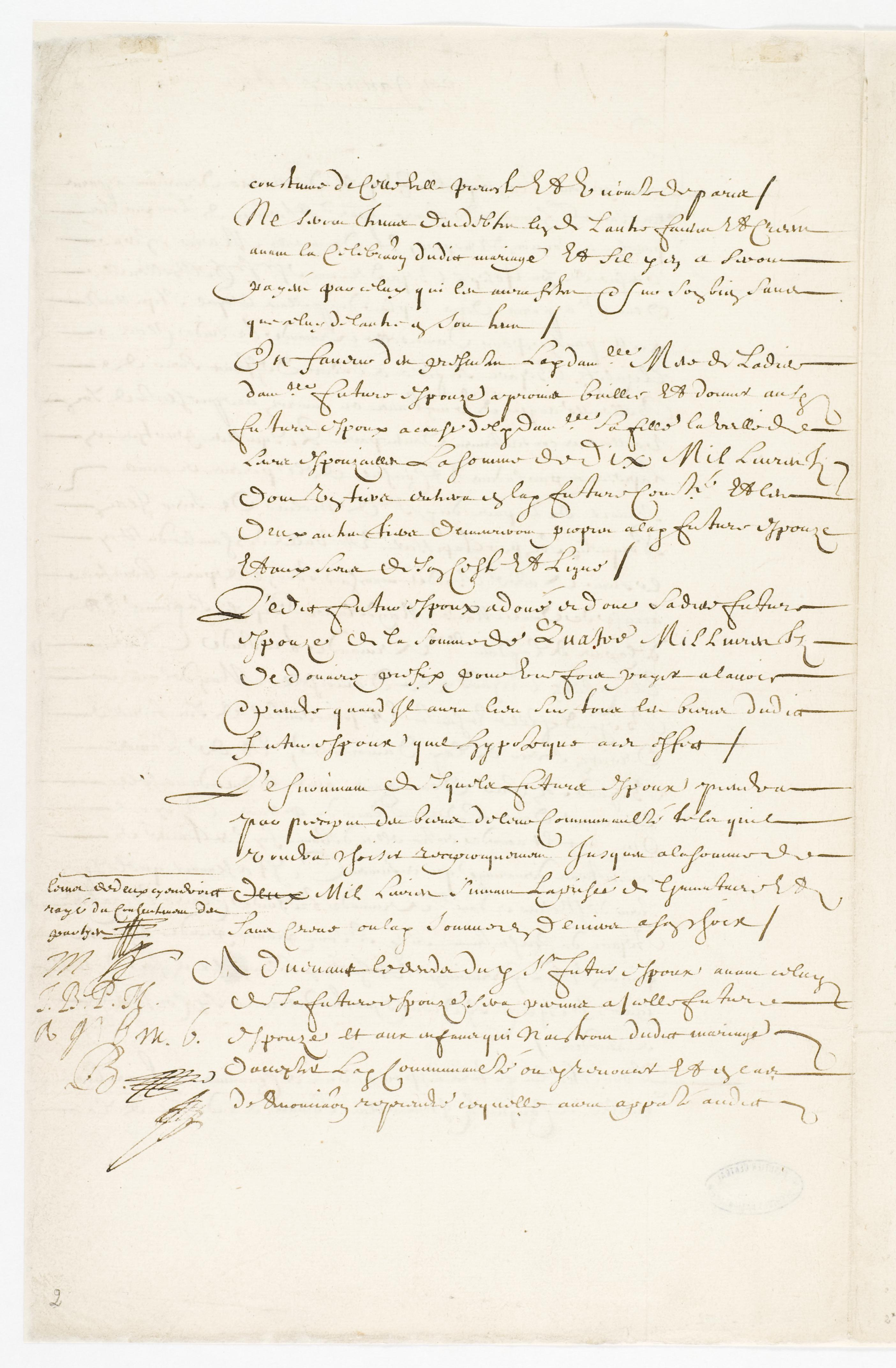
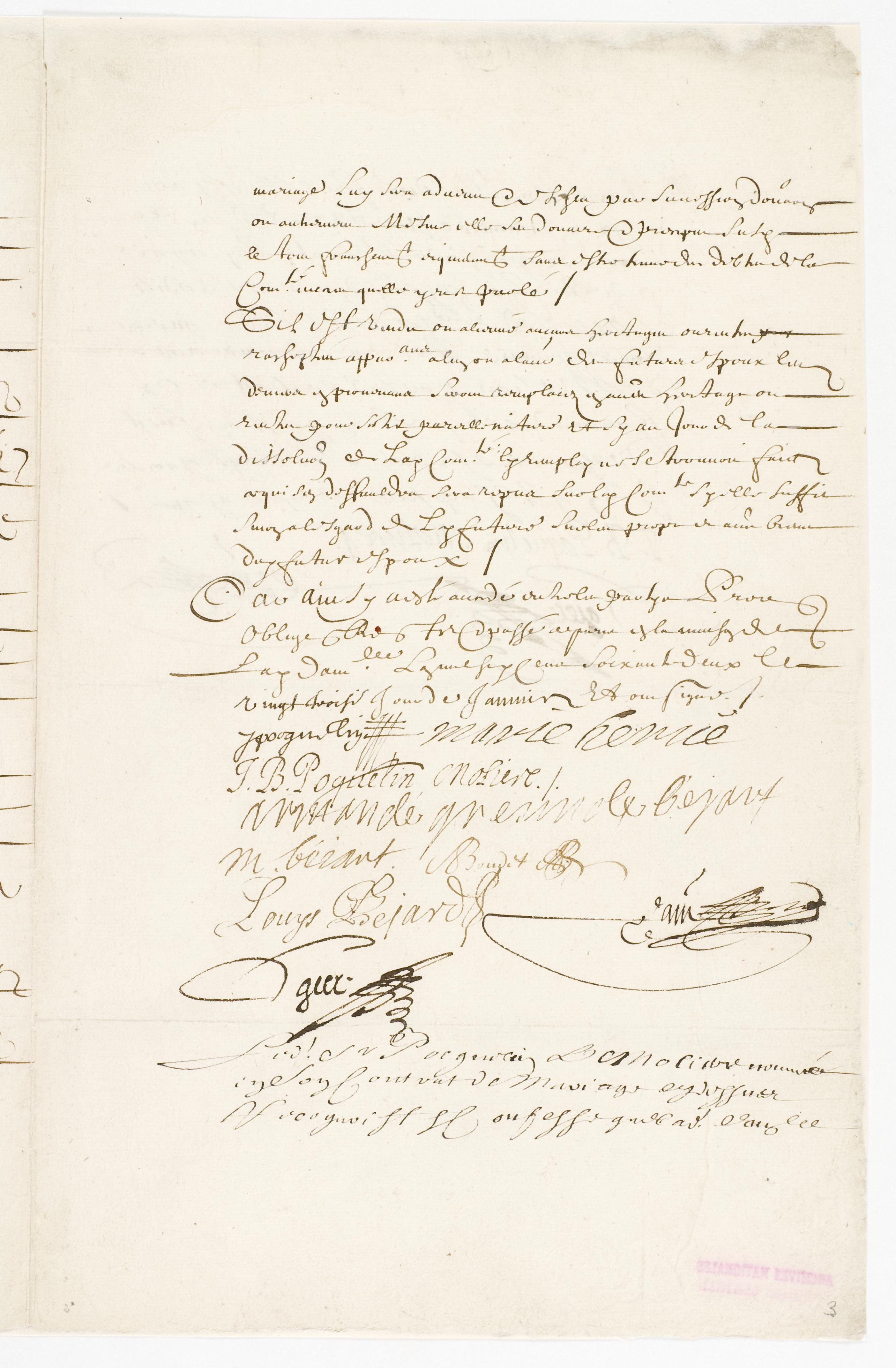
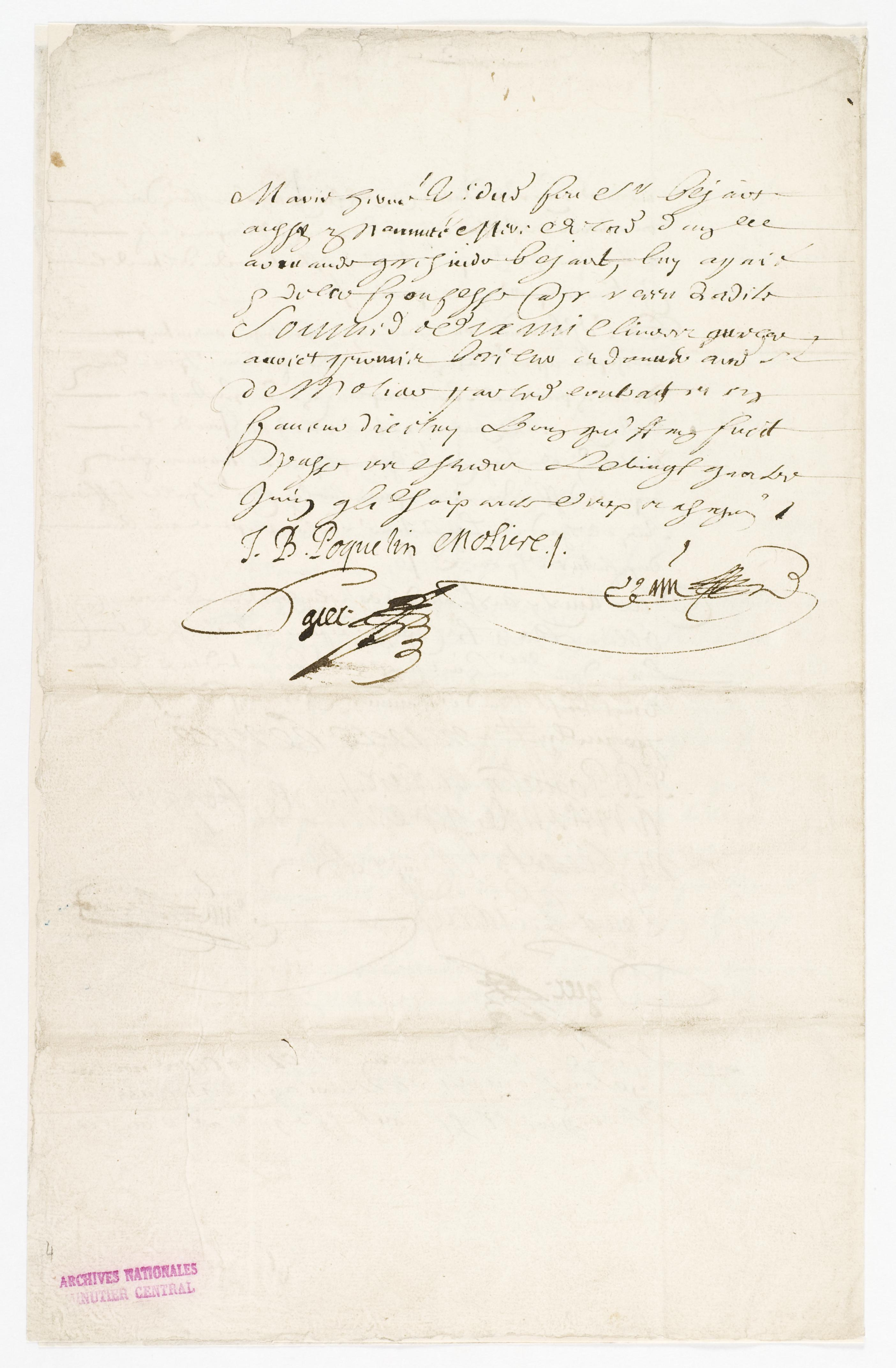

1662年1月23日、アルマンド・ベジャールと結婚契約書を交わした。画像はその際のものである。モリエール40歳、アルマンドは20歳であった。アルマンドは、そもそも誰が両親なのかよくわからない（伝わっていないということ）女性である。マドレーヌ・ベジャールの関係と、父親は誰であるかという問題を巡って、モリエールの生前から長年に亘って議論が行われてきた。同時代の人々はマドレーヌとアルマンドを親子として考えていたようで、問題となっていたのは「父親は誰なのか？」という点のみであった。もし仮に父親がモリエールであるならば、すなわちそれは近親相姦の罪を犯しているということである。現在でも罪となる近親相姦であるが、17世紀当時は「神と人に対する大逆罪」であり、火あぶりの刑になってもおかしくないほどのものであった。当然この点は、モリエールの敵対者たちに格好の材料を与えることになった。ルイ14世によってモリエールにそのような疑いがないことは公式に示されたが、それでも攻撃はやまなかった。。
復活祭の休みを終えて1662年のシーズンが明けたが、とくに新作上演の予定もなく、客足が伸び悩んだ。市民向けの公演が低迷したのと対照的に、国王の劇団への関心は高まるばかりであった。劇団は国王の招聘を受けて5月上旬と6月下旬に、サン＝ジェルマン＝アン＝レー城に赴いて公演を行っている。特に6月下旬の御前公演では、モリエール劇団が演劇祭典の主導権を与えられている。この演劇祭典の主導権は元々ブルゴーニュ座やイタリア人劇団に与えられていたもので、モリエール劇団にとってはこの上ない栄誉であった。ラ・グランジュの『帳簿』によれば、主導権を奪われたブルゴーニュ座は焦って皇太后に懇願し、この祭典に参加したとのことである。
モリエールはパリに戻ってからも、客足を伸ばすためにあれこれ試したが、さほど効果を挙げられないまま時が過ぎていった。観客はモリエールの新作を求めていたのである。年末の12月26日になってようやく、新作である『女房学校』の初演を行った。この作品の成績は滑り出しから絶好調で、その好調を維持したまま翌年の復活祭までに31回連続で上演が行われるなど、モリエールが生涯獲得した成功の中でも、もっとも輝かしいものであった。こうして、華々しい大成功のうちに1662年度のシーズンを終えた。これに続く復活祭の休暇の間に、モリエールは国王から年金1000リーヴルを与えられ、その感謝を示すために『国王陛下に捧げる感謝の詩』を詠んでいる。『女房学校』の大成功によって、モリエールは演劇界にその名を轟かせ、不動の地位を獲得するに至ったのである。この『女房学校』および、モリエールのわずか数年でのパリと宮中における大成功は、当然ながら同業者たちの嫉妬心を激しく炙りたてた。
1663年になって、『女房学校』の内容を巡って、モリエールと作家たちの間で論争が起こった。喜劇の形を借りての応酬が特徴的なこの論争は「喜劇の戦争」とも言われる。以下は、この論争が辿った経緯を簡潔に記したものである。
- 1月、ニコラ・ボアロー＝デプレオー、『モリエールに与える詩』でモリエールを擁護。
- 2月、ジャン・ドノー・ド・ヴィゼ、作品『ヌーヴェル・ヌーヴェル（Nouvelle Nouvelle）』にて攻撃。
- 6月、モリエール『女房学校批判』にて反駁、演劇に対する自説を主張。この自説がコルネイユ兄弟らの怒りを買う。
- 8月、ヴィゼ『ゼランド、またの名を真の女房学校批判』で再び攻撃。
- 10月、ブールソー参戦。『画家の肖像』にて攻撃。
- 同月、モリエール『ヴェルサイユ即興劇』で再度反駁。これ以後は論争に応じないと宣言。
- 11月、ヴィゼ『ヴェルサイユ即興劇への返答、あるいは侯爵達の復讐』で攻撃。
- 同月、オテル・ド・ブルゴーニュ座の俳優モンフルーリの息子アンソニー、『コンデ公爵邸での即興劇』にて攻撃。
- 1664年3月、フィリップ・ド・ラクロワ（Philippe de Lacroix）、『喜劇の戦い，またの名を女房学校の弁護』にて擁護。論争終結。

1663年3月に『女房学校』のテキストが出版された。この序文において「（敵対者たちの攻撃に答える芝居を）いったん書き始めてやめてしまったが、毎日完成はまだかと催促を受けるのでどうしようか迷っている。もしこの対話劇を上演する機会があればいいと思う」として、新作の発表を匂わせた。復活祭の休暇が明けてからも、まるでじらすかのように『女房学校』ならびに新作の上演は行われず、6月1日になってようやく新作である『女房学校批判』の初演が行われた。
この作品はモリエールが敵対者たちの攻撃に答えてやり返す内容であったため、『女房学校』の後ろにくっつけて上演することでより一層の効果を生んだ。この上演方法や、観客の興味を数か月前に煽って期待させたことが功を奏して、同作品は『女房学校』に迫るほどの成功を収めたが、敵対者たちは当然激昂し、ますます攻撃を強めていった。ところがこの論争の勝者は、初めからモリエールであることが決まっているようなものだった。国王が彼の後ろ盾となっていたからである。10月にブールソーの『画家の肖像』が初演されて間もなく、モリエール劇団は国王の招聘を受けてヴェルサイユ宮殿に赴き、公演を行う機会を与えられた。ここで初演されたのが『ヴェルサイユ即興劇』である。『ヴェルサイユ即興劇』は「『女房学校』ならびに『女房学校批判』を擁護する芝居を書くよう王に依頼された」という体をとる作品で、モリエールはこの作品においても、敵対者たちを散々挑発した。特にこの作品と同月に公開された『画家の肖像』の作者、ブールソーへの攻撃は次のように激烈である。
同時に、この作品において「これ以上時間を無駄にするつもりはない」として、論争から下りることをも示したが、それでも攻撃は止まなかった。ブルゴーニュ座で悲劇俳優として有名であったモンフルーリは、国王に「自分の娘と結婚して、近親相姦の罪を犯している」としてモリエールを訴え、調査を懇請したが、国王は取り合わなかった。それどころか、1664年2月に生まれたモリエールの子供の名付け親となり、国王夫妻揃って代父母となるなど、自身がモリエールの後ろ盾であることを世に広く知らしめたのだった。ちなみにこの際生まれた息子は、国王から名前をもらって「ルイ」と名付けられたが、夭折している。

### パリでの大成功
1664年1月29日、『強制結婚』の初演がルーヴル宮殿にて行われた。『はた迷惑な人たち』に次ぐ第2作目のコメディ＝バレエであるが、前作が「王の楽しみのために作られた喜劇」であったのに対して、今作は初めから「王のバレエ」として制作された。ルイ14世のために書かれるバレエはこれまでアイザック・ド・バンスラードが制作してきたが、今回モリエールに初めてその大役が回ってきたのだった。もっともこれはバンスラードの独占を崩したというだけで、彼にも引き続き作品制作の依頼が行われており、モリエールとバンスラードの競作は1670年まで続くこととなる。
モリエールのコメディ＝バレエは「宮廷のために」制作される作品であるから、必然的に初演から市民向けの公演が行われるまでに少し空白期間がある。作品自体を見られなくても、評判くらいは市民たちの耳にも入ってくるから、その期待はどんどん膨れ上がっていくのである。それは『強制結婚』でも例外ではなく、2月15日にパレ・ロワイヤルでの上演が始まった時には、滑り出しからその成績は絶好調であった。ところが『はた迷惑な人たち』と比較して、バレエを躍るダンサーや音楽家への支払いがかさむ割に興行成績が伸びなかったので、わずか1か月、12回の上演で早々に公演を打ち切ってしまった。

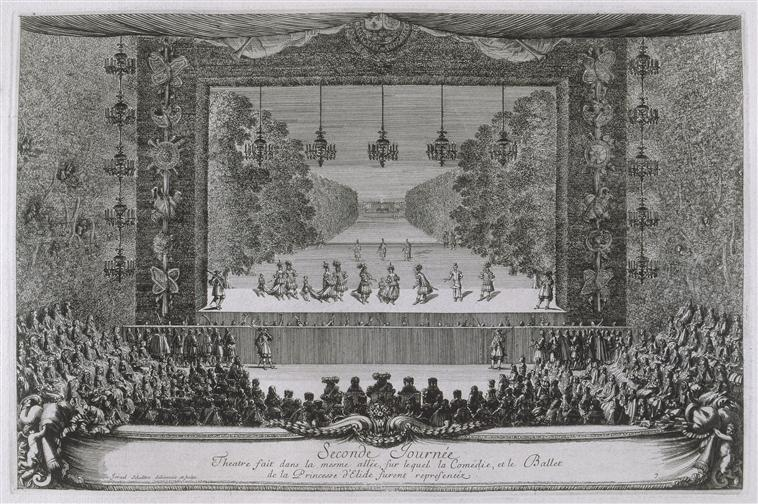
祭典<魔法の島の楽しみ>の様子

同年5月7日から13日にかけてルイ14世は、母后アンヌ・ドートリッシュならびに王妃マリー・テレーズ・ドートリッシュのためと称して、実は愛妾ルイーズ・ド・ラ・ヴァリエールのために、ヴェルサイユ宮殿にて600人を超える貴族たちを集めて「魔法の島の楽しみ（Les plaisirs de l’ile enchantée）」なる祝祭を催した。この祝祭はヴェルサイユ宮殿と庭園の素晴らしさを貴族たちに印象付けることで、国王の力を誇示する目的を有していた。モリエール劇団も国王の命令でこの祝祭に参加したが、この祝祭は彼らのための祭りであると言っても過言ではないほど大きな役割を果たした。戯曲のみに絞っても、2日目に『エリード姫』を、5日目に『はた迷惑な人たち』を、6日目に『タルチュフ』最初の三幕を上演し、最終日に『強制結婚』を上演している。
『エリード姫』は国王の制作依頼から上演までの時間が少なかったこともあり、途中まで韻文、残りは散文で制作されている。モリエールはこの作品によって喜劇だけではなく、上品で格調高い宮廷の趣味を満足させるような作品も制作できるという自身の技量を示し、大好評をとったことでそれを認められた。この作品の主役を妻・アルマンドに演じさせたことで、彼女の評価も一気に高まったが、その一方でマルキーズ・デュ・パルクが与えられたのは単なる端役に過ぎなかった。『はた迷惑な人たち』では華麗な舞踊を披露して大評判をとった彼女にとっては、このような配役は屈辱でしかなかった。この5か月後には劇団で重要な位置を占めていた夫も死去し、劇団にいる意味を見いだせなくなった彼女の不満は募るばかりであった。

#### 問題作『タルチュフ』公開、上演禁止へ
祝祭の6日目には『タルチュフ』が最初の三幕に限って上演された。この「第三幕目まで」という情報はラ・グランジュのつけていた『帳簿』に見える記述だが、不可解な点が多くあるため、この際に上演された作品の内容、形式を巡って議論となっている。もちろん決定的な証拠はないので、何の決着もついていない。
『タルチュフ』の上演を巡っては、祝祭の一月前から聖体秘蹟協会を中心とするキリスト教信者たちが上演阻止のキャンペーンを張っていた。彼らは『女房学校』以来、モリエールの作品に反宗教的要素を見出し、彼を監視しており、新作の上演が近いことを聞きつけてそのような行為に及んだのである。ただ、モリエールはそのような妨害行為を指をくわえて見ているような男ではなかった。彼は妨害活動が行われていることを察知し、彼らによって上演阻止という目的が達せられる前に祝祭で、しかも国王陛下の御前で『タルチュフ』を上演したのである。以下はこの祝祭の公式記録が伝える本作についての記述である
この記録を見ればわかるように、祭典で『タルチュフ』の初演は問題なく行われたが、即日上演禁止となってしまった。聖体秘蹟協会はキリスト教の秘密結社で、貴族の家庭に入り込み、良心の導き手としてカトリック信仰を守ろうとするなど、宮廷にもその影響力を浸透させていた。実際、国王夫妻は興味深そうに『タルチュフ』をご覧になったとのことだが、母后アンヌ・ドートリッシュはその諷刺に眉をひそめたという。この件について、モリエールの親友であったボワローが語ったとされる言葉が遺っている。
これには宮廷内での対立も関係している。アンヌ・ドートリッシュに代表される「古い宮廷」が禁欲的で信仰に凝り固まっているに対して、ルイ14世に代表される「新しい宮廷」は快楽を追求し、それを正当化するために信仰を隠れ蓑として利用しようと考えていた。そのため『タルチュフ』を国王夫妻は「興味深そうに」ご覧になったのだが、「古い宮廷」ならびにキリスト教信者たちの圧力を無視しきれず、『タルチュフ』の上演を禁止したのであった。
だが上演禁止といっても、あくまで公の席に限ったことであって、貴族の館などで行う私的な上演については何の罰則も設けられていなかったため、作品の観賞は続けられた。『タルチュフ』が完全な形で、つまり全5幕の形で初演が行われたのは1664年11月29日のことである。コンデ大公の館で上演された。モリエールは公の席でも上演できるように、国王に請願書を送るなどして画策したが、効果を挙げることはできなかった。
「魔法の楽しみ」で大役を果たして帰ってきたモリエールの劇団に、新進作家のラシーヌが作品『ラ・テバイード』を持ち込んできた。ラシーヌは当初この作品を、悲劇を得意としていたブルゴーニュ座に上演してもらおうと考えており、上演の約束も取り付けていたが、ブルゴーニュ座の都合もあってすぐには上演してもらえなかったため、しびれを切らしてモリエール劇団に持ち込んできたのだった。モリエール劇団の方でも『エリード姫』の上演準備が万全ではないし、『タルチュフ』は上演禁止で演目に困っていたため、ちょうどよい申し出なのであった。1664年6月20日に初演を行ったが、サッパリ客足は伸びず、モリエールの初期のファルスである『飛び医者』や『袋に入ったゴルジビュス（スカパンの悪だくみの前身）』などをおまけとして上演につけることで、なんとか客足をつなぎとめる有様であった。モリエールも、その劇団も、喜劇には才能があっても、やはり悲劇には向いていなかった。新進作家のデビュー作としてはまずまずの成績を挙げたが、ラシーヌの自尊心は大いに傷つけられた。自身の作品がファルスなどと一緒に上演されたのに加えて、ブルゴーニュ座で上演していれば好成績を収めることが出来ただろうと考えていたからである。

#### 前作を遥かに超える問題作『ドン・ジュアン』上演
モリエールはこのころ、私生活においては極めて波乱に満ちた生活を送っていた。1662年に結婚した妻・アルマンド・ベジャールとの夫婦関係はうまくいかず、数年前から抱えていた胸部の疾患が悪化しており、健康状態も良くなかった。そこへ来て『タルチュフ』は上演を禁止され、その解禁を取り付けるための画策に労力を費やさなければならない。そのうえ6月の公演で無料入場者を拒否したために、パレ・ロワイヤル入り口では流血騒ぎが起こり、多額の見舞金を支払わされる羽目になった。9月には親友が、10月には南フランス修業時代から苦楽を共にしてきた団員のデュ・パルク（マルキーズの夫）が、11月10日には息子のルイが1歳にもならずにこの世を去った。。
こうして肉体的にも精神的にも激しいダメージを負ったモリエールは、積極的に劇場で上演を行うよりも、王弟殿下や貴族の私邸で『タルチュフ』を含む自らのこれまでの作品を上演にかけることが多くなった。劇場では11月に『エリード姫』の市民向け公演がパレ・ロワイヤルで始まり、ある程度は成功をおさめたが、その成功もいつまでも続くとは思えなかった。
だがモリエールは、こうして足踏みしているわけにもいかなかった。ライバルたちとの競争に敗けるわけにはいかないし、すでに彼は多くの座員を抱える劇団の座長であり、その生活を保証しなければならない重い責任を抱えていたからである。こうして追い詰められたモリエールは、手っ取り早く成功を収めるためにドン・ジュアン伝説に目を付けた。ちょうどパリで流行していたし、おあつらえ向きなことに喜劇的な題材でもある。そして何より、自分を苦しめるキリスト教狂信者たちへの恨みを晴らし、奴らへの激烈な批判をも容易く盛り込める話の筋ではないか。これ以上ない題材を見つけたモリエールは、一気呵成に作品を書き上げた。こうして完成したのが『ドン・ジュアン』である。短期間のうちに書き上げられたために、当時戯曲を書く際に守るべき規則（アレクサンドラン、三一致の法則）などを悉く踏みにじっており、形式的な完成度は決して高くない。
『ドン・ジュアン』は1665年2月15日に上演が開始された。モリエールの目論み通りに滑り出しから興行成績は絶好調であったが、やはり狂信者たちは黙っていなかった。彼らの批判が早速始まったので、モリエールもこの批判内容の一部を汲んで、作品の場面を一部削除するなどして再び上演にかけたが、批判は止むどころかますます強くなっていった。そのため、観客の反応が良いにも関わらず、わずか15回で上演を取りやめなければならなかった。一時的な上演自粛であればまだよかったものの、この作品はこれ以後、モリエールの生存中には2度と上演・出版されなかった。その内容があまりに過激であったため、1682年に初めてモリエール全集が世に出た時もこの作品は大幅な削除が加えられた形で収録された。徹底して忌避され続けたため、誰の手も加えられていない、モリエールが書いたままの『ドン・ジュアン』は散逸しかけたが、再び1841年に舞台にかけられた。実に200年近くの眠りから覚めての舞台復帰であった。

#### 国王陛下の劇団
1665年8月4日には、娘・マドレーヌ＝エスプリが生まれた。モリエールの子供の中では、唯一この娘だけが成人している。マドレーヌ・ベジャールと、彼女のかつての恋人でモリエールと親交のあったモデーヌ伯爵が名付け親である。余談だが、彼女は子供を作らなかったのでモリエールの血筋はここで途絶えた。

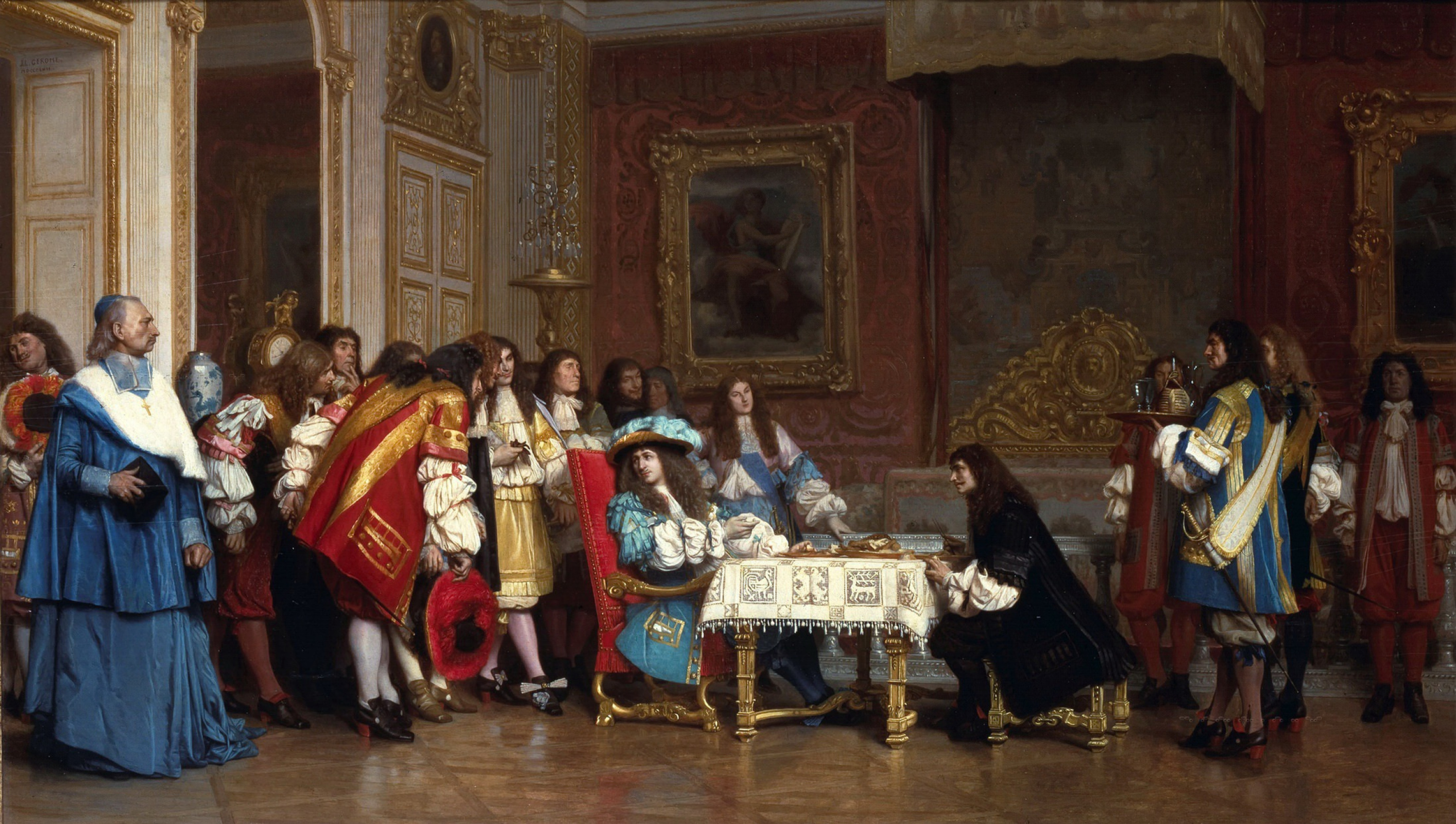
『ルイ14世とモリエール』ジェローム作、1862年

その10日後の14日、モリエール劇団は正式に国王ルイ14世庇護下に入った。彼らは王の命令を受けてサン＝ジェルマン＝アン＝レー城に赴き、そこで「王弟殿下の劇団」という称号を返上し、「国王陛下の劇団」と名乗るように申し渡された。劇団に与えられる年金も6000リーヴルに増額された。それまでの額の6倍である。かつて盛名座を起こしたころ、到底その実力、人気、規模で足元にも及ばなかったブルゴーニュ座とモリエール劇団は、ついに対等の地位となったのである。このような強力な支援を受けて、モリエールは同年9月22日に『恋は医者』を発表した。国王の招聘を受けて、ヴェルサイユ宮殿に赴いた時のことである。この作品は第4作目のコメディ＝バレエであるが、国王の命令を受けてわずか5日のうちに上演された。パレ・ロワイヤルでも上演され、成功を収めている。
1665年12月、モリエールはラシーヌの裏切りに遭った。当時の上演に関する慣習として「台本が出版された時点でどの劇団でもそれを上演することが可能となる」というものがあったが、ラシーヌがこれを破ったのである。以下はこの件の経緯を簡潔にまとめたものである。
- 12月4日：モリエール劇団、ラシーヌの第2作目『アレクサンドル大王』の上演開始。第4回目までの上演は成功を収める
- 12月14日：ライバルのブルゴーニュ座、宮廷で『アレクサンドル大王』上演。まもなく同作の市民向け公演を行うことを示唆
- 12月15日：『アレクサンドル大王』第5回目の公演。興行収入が半減する
- 12月18日：ブルゴーニュ劇場で『アレクサンドル大王』上演開始。同日、モリエール劇団で第6回目の公演
- 12月27日：モリエール劇団、9回目の公演で上演打ち切り

まだ台本さえも出版されていない新作の上演を12月14日の時点でブルゴーニュ座が上演できるというのは、当時の慣習を破っているだけでなく、ラシーヌが裏切ったことを明確に示していた。モリエール劇団が『アレクサンドル大王』のリハーサルに取り組んでいるときと同じころに、ライバルであるブルゴーニュ座にも台本を与えてリハーサルさせていたということに他ならず、これは劇壇デビューの機会を与えたモリエールに対する前代未聞の忘恩行為であったのである。それだけに留まらず、ラシーヌはモリエール劇団の看板女優であるマルキーズ・デュ・パルクと恋仲となり、最終的には彼女を引き抜いていってしまった。当然モリエールはこの行為に激怒し、ラシーヌとの仲は一気に悪化した。結局、ラシーヌに上演料を払わないまま、喧嘩別れとなってしまったのである。
1665年末から、1666年の2月まで、モリエールは病のために床に臥せていた。元々健康体でないのに、ラシーヌの裏切りなどもあって病気が昂進したのである。ちょうど同じころ、母后アンヌ・ドートリッシュが死去したので、喪に服するために劇団も活動停止を余儀なくされた。こうして活動を再開できたのは1666年2月21日のことであったが、特にめぼしい新作上演の予定もなく、目立った上演成績を挙げられることなく4月になり、復活祭の休暇を迎えた。
1666年6月4日、新作『人間嫌い』の上演が始まった。モリエールは、笑劇的な要素を極力抑えた作品を制作することで、それまで悲劇と比べて数段劣るとされていた喜劇を、悲劇と同じか、それ以上にまで高めようとしたのである。2回目の公演まではそれなりの成功を収めたが、それ以後の公演では客足が鈍っていった。本作は初演の前にオルレアン公爵夫人のサロンで朗読されて好評を収めたので、市民向けでの公演でも成功を目論んでいたモリエールであったが、期待していたほどの成功は収められなかった。高い教養のある貴族や知識人たちには本作の面白さが理解できたが、普通の一般市民には理解できなかったのである。こうして客足の鈍り方がいよいよ顕著になったとき、モリエールはテコ入れ策として『いやいやながら医者にされ』を書き上げ、『人間嫌い』にくっつけて上演することで何とか急場を凌いだ。
1666年12月1日から1667年2月19日まで、モリエール劇団は王の命令を受けて、サン＝ジェルマン＝アン＝レー城に赴いた。詩人バンスラードの指揮の下に開かれる祭典「詩神の舞踊劇(Ballet des Muses)」に参加するためである。この祭典はバンスラードが13の場面からなるオペラを書くために、モリエール劇団やブルゴーニュ座、イタリア劇団の俳優たち、それにジャン＝バティスト・リュリなどの音楽家や舞踊家が協力し、オペラが完成するという体をとっており、舞踊にはルイ14世をはじめとして、ルイーズ・ド・ラ・ヴァリエールやモンテスパン侯爵夫人フランソワーズ・アテナイスが参加した。
モリエールはこの祭典のために、作品を3つ制作した。『メリセルト』、『パストラル・コミック』、『シチリア人』である。祭典が始まった際、『メリセルト』はまだ第二幕目までしか完成していなかったが、上演するにはそこまでで十分だと国王が判断したため、12月2日に初演を迎えた。「国王がそこまでで良いと仰ったので、モリエールとしてもこれ以上手を加えなかった」と伝わっているように、モリエールの現存する作品中、唯一の未完作品である。この作品と差し替えられる形で、1667年1月5日に初演を迎えた『パストラル・コミック』はジャン＝バティスト・リュリの協力を得て、効果的に音楽を用いることで、より一層喜劇的な効果を高めている作品である。この作品については断片的にしか伝わっていない。この祭典のフィナーレを飾ったのは『シチリア人』であった。1667年2月14日に初演を迎えたこの作品がパリの市民たちに披露されたのは、同年6月10日のことであった。モリエールの新作にしては珍しく振るわず、わずか17回で公演は打ち切られている。
この祭典の始まる前にミシェル・バロンが劇団に子役として加入した。モリエールは彼を非常に気に入ったようで、彼に準備中であった『メリセルト』の、ミルティルという少年の役を割り当てた。モリエールが非常に熱心にバロンの指導に打ち込んだため、彼の妻アルマンド・ベジャールが嫉妬し、バロンに平手打ちを食らわせたという。バロンも我慢ならず、すぐに退団しようとしたが、『メリセルト』は国王ルイ14世の御前で上演することになっていたため、役をすっぽかすことはできなかった。そのためミルティルを演じ切ったが、それが終わるとすぐに退団し、地方の劇団へ移ってしまった。
サン＝ジェルマン＝アン＝レー城からパリに戻った劇団は、2月25日に公演を再開し、コルネイユの新作悲劇『アティラ』を上演した。この『アティラ』の公演を観た文化人による感想が残っているが、それによれば「悲劇の上演は、それまでブルゴーニュ座にしかできないと思っていたが、それは間違いであった。モリエール劇団が悲劇には向かないと、あちこちで言われているが、それは間違っている」とのことである。劇団の名声がますます高まっていたことを裏付ける証言であるが、この公演にはモリエールは出演していなかった。モリエールは劇作家でもあったが、同時に劇団の主要役者でもあり、その彼が公演に出演しないことは異常事態である。この悲劇の公演を終えてからもモリエールの出演ペースは極端に落ちており、巷ではモリエールが重病であるという噂さえ流れた。6月には復帰することが出来たようだが、モリエールの病状が相当深刻であったことがうかがえる。
復帰したモリエールであったが、『シチリア人』の興行成績はモリエールのほかの作品と比べて極めて低い水準であった。期待の新作の成績が振るわず、どうにかしなければならなくなった時、モリエールは大きな賭けに出た。『タルチュフ』を『ペテン師』と改題し、以前国王に注意を受けたような刺激的な部分を削除して、8月5日に上演したのである。目論み通りに成功をおさめ、『シチリア人』10回分の興行収入をたった一度の上演で稼ぎ出した。ところが翌日、それを聞きつけた高等法院長ラモワニョンによって、再び上映禁止命令が下されてしまった。高等法院に請願を繰り返しだすも、相手にもされなかった。その上、運の悪いことに国王ルイ14世はネーデルラント継承戦争で遠征中であった。
そのため、モリエールは最後の手段として請願書を書き、ラ・グランジュら劇団員2名にそれを届けさせることにした。この時の旅費として1000リーヴルかかった上に、主要な役者が2名も派遣のためにいなくなったおかげで、ほぼ2か月間に亘って、劇団は上演を停止せざるを得なかった。それほどの犠牲を払ってでも、『タルチュフ』の上演する必要があったことがうかがえるが、結局上演許可を取り付けることはできなかった。それどころか8月11日には、パリの大司教ペレフィックスにより、『タルチュフ』の公的、私的を問わず一切の上演を禁じ、違反者には破門を宣告する旨の通告が発せられ、『タルチュフ』を巡る事態はますます悪い方向へ転がっていった。

### 晩年
1668年1月13日、『アンフィトリオン』の上演が開始された。待ちに待った1年ぶりの新作である。3月18日まで29回連続公演を行うなど、相当な成功を収めた。初演の3日後、1月16日にテュイルリー宮殿の庭園にて御前公演が催された。モリエールの生存中に53回上演され、1715年までに363回上演されている。この作品が大人気であったことは、その登場人物の名前がフランス語の単語として取り入れられたことからも窺い知ることが出来る。「アンフィトリオン（Amphitryon）」という単語には、現在のフランス語において「主人、饗応役」という意味が、もう1つの登場人物の名前であり、初演の際モリエールが演じた「ソジエ（Sosie）」には「そっくりさん」という意味が与えられている。
この作品に、モリエールは宮廷で話題となっていた情事の諷刺を盛り込んだ。モリエールは、当時のありとあらゆる宮廷の情事について知っており、『アンフィトリオン』中の登場人物であるジュピターにルイ14世を、アンフィトリオンの妻アルクメーヌにモンテスパン侯爵夫人フランソワーズ・アテナイスを見立てて、その姦通行為を題材に取り上げたのである。この作品が公開された1668年はモンテスパン侯爵夫人がルイ14世の寵姫となったばかりのころであり、その不貞行為を諷刺しているわけである。モリエールがこの国王の不貞行為を知りながら、なぜそれを本作において肯定するような内容に仕上げたか、その理由はわからない。
1668年3月4日、モリエール劇団はコンデ大公の私邸に赴き、『タルチュフ』の試演を行った。この試演はもちろん極秘のうちに行われたが、大公の私邸はパリ大司教の教区外にあったので上演禁止命令に触れないものと解釈し、同年の9月20日にはここで『タルチュフ』の公演を行った。モリエールはこの大公の好意に感激し、出版した『アンフィトリオン』を捧げている。『フランシュ＝コンテを統治下に収められた国王陛下に捧げるソネ』はこの『アンフィトリオン』に付されて出版されている。
1668年5月25日、モリエール劇団はシュブリニーの『アンドロマック批判』を上演し始めた。『アンドロマック』はラシーヌの第3作目の悲劇で、ちょうど半年ほど前に初演が行われ、大評判をとっていた。この時期になってもモリエールは、未だにラシーヌの忘恩行為を忘れられていなかったし、ラシーヌの溢れ出る才能はモリエールを苦しめていたのであった。かつて『女房学校』で華々しい成功をおさめ、それを妬んだ人々によって攻撃されて「喜劇の戦争」が起こったときとは、立場がまったく逆転していたのである。「喜劇の戦争」の時と同じように、『アンドロマック批判』の上演は逆に、『アンドロマック』の成功を助長してしまうという皮肉な結果をもたらした。余談だがラシーヌも、これまたかつてのモリエールと同じように、ただ黙って見ているような男ではなかった。このモリエールの攻撃に対して、ラシーヌは『訴訟狂(Les Plaideurs)』でやり返した。さらにこの作品の出版の際にも、序文にてモリエールを激しく攻撃している。
7月10日、モリエール劇団は王の命令を受けてヴェルサイユ宮殿に赴き、18日に『ジョルジュ・ダンダン』を初演にかけた。この作品はアーヘンの和約の成立を祝う祝祭の一環として上演された。本作は第6作目のコメディ＝バレエであるが、これまでのそれらと比べても、音楽劇的な要素がかなり強い作品であり、こうした特徴が観客の心を掴んだようである。
この作品が公開された1668年はモンテスパン侯爵夫人がルイ14世の寵姫となったばかりのころであった。多くの宮廷人が本作品を見て笑ったが、特にその中でもモンテスパン侯爵はひときわ劇に見入り、大笑いしていたという。彼は、妻フランソワーズ・アテナイスがすでにルイ14世の寵愛を受けていることを知らず、「妻を寝取られた男を主人公に据えた劇」を観て大笑いしていたのであった。その事情を知る人間たちは、大笑いする彼の様子に失笑したという。その後、哀れに思った友人によってそれを知らされた侯爵は激怒し、国王の怒りを買ってしまい、強制的に離婚させられることとなった。

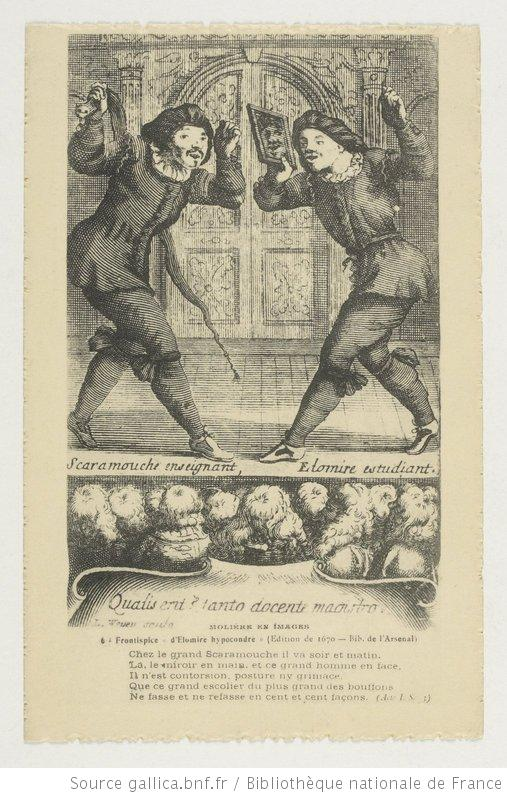
『憂鬱症に取りつかれたエロミール』より、スカラムーシュ(左)の教えを受けるモリエール(右)

8月31日、モリエールの父親は10000リーヴルを年利5%でジャック・ロオーなる人物に借りて、自宅の改修に充てるという書類を作成した。同日のうちに「この10000リーヴルは実はモリエールのものであるから、年利も彼が受け取ることとする」との申請がジャック・ロオーによってなされている。実はこの男はモリエールの友人であることから、父親が死んだ際の遺産相続を巡ってトラブルとなることを避け、モリエールの取り分を確保するために行われたことであると考えられている。
9月9日、パレ・ロワイヤルにて『守銭奴』の初演が行われた。初演こそそれなりの成功を収めたものの、それ以後は急激に客足が落ちていった。モリエールの新作が、これほどまでにこれほどまでに失敗したのは近年にないことであった。
11月2日、モリエール劇団はサン＝ジェルマン＝アン＝レー城に赴き、『ジョルジュ・ダンダン』を3度上演にかけた。この際に年金とはまた別に3000リーヴルを貰ったことで勢いをつけ、11月9日から同作のパリ市民向け公演を開始した。4回目の公演までは『アンドロマック批判』とともに上演されているが、これはラシーヌの新作喜劇『訴訟狂』が同じころに上演されるとの予告を受けて、より多くの観客を呼び込もうとしてのことであると思われる。ブルゴーニュ座はモリエール劇団に対抗するために、喜劇の上演にも力を入れるようになっていたのである。その一環でラシーヌは喜劇を提供したのだが、それだけでなく、これはモリエールに対するラシーヌの挑発でもあった。「お前は悲劇では成功できなかったが、おれは喜劇でも悲劇でもどちらでも成功できるんだぞ」ということをモリエールに見せつけたのである。1669年に刊行された『訴訟狂』の序文においては、モリエールに対する激烈な攻撃を加えている。
市民に向けて披露された『ジョルジュ・ダンダン』は、宮廷での華やかな装飾が取り外されて、ただの喜劇となってしまった。作品に付随する音楽の効果もあって大評判をとっていたのに、音楽がなければ、喜劇的な効果も薄い。結局評判は芳しくなく、早々に上演は打ち切られた。この年の12月11日には、かつてモリエール劇団の看板女優であったマルキーズ・デュ・パルクが死去した。モリエール劇団もこの日は公演を取りやめ、彼女に弔意を示した。
1669年2月5日、ようやく『タルチュフ』の禁令が解除された。即日上演にかけられると、これまでの興行収入記録を塗り替えるほどの大成功を収めた。復活祭の休暇を迎えるまでに、連続28回の公演が行われるなど、『守銭奴』や『ジョルジュ・ダンダン』の失敗を吹き飛ばすほどの大当たりであった。2月25日には父親が死去した。
9月17日、モリエール劇団はジャン＝バティスト・リュリとともに、国王の招きを受けてシャンボール宮殿に赴いた。10月6日、『プルソニャック氏』の初演を御前公演という形で行った。この作品がパリ市民に向けて公表されたのは、11月15日のことである。『ジョルジュ・ダンダン』と違って音楽を削除することなく上演にかけられたため、音楽家などへの支払い費用も掛かったが、客足は順調に伸びていった。1670年、この作品の成功を妬んだル・ブーランジェ・ド・シャリュッセー(Le Boulanger de Chalussay)なる人物によって、『憂鬱病に取りつかれたエロミール(Elomire Hypocondre)』なる戯曲が制作されている。この作品はモリエールを中傷するために制作された戯曲で、作品批判にとどまらず、モリエール夫妻への人身攻撃にも及んでいるが、それは意地の悪い解釈をしているというだけで、その内容は概して正確である。こうしてシャリュッセーは、モリエールを攻撃しようとして戯曲を制作したにもかかわらず、その彼についての重要な資料を提供するという皮肉な役割を果たしたのであった。ちなみに、題名の「エロミール(Elomire)」とは「モリエール(Moliere)」のアナグラムであるが、これはシャリュッセーによるものではなく、1663年の「喜劇の戦争」の際、ジャン・ドノー・ド・ヴィゼによって考え出されたアナグラムである。

#### 国王の寵愛の翳り
1670年1月30日、モリエールとその劇団はサン＝ジェルマン＝アン＝レー城に赴き、そこで開かれている国王ルイ14世の演劇祝祭において、同年2月4日から数回にわたって『豪勢な恋人たち』を披露した。披露されたのはこの機会のみで、他の作品のようにパレ・ロワイヤルで市民向けに公演は行われていない。それどころか、この作品についてはラ・グランジュの『帳簿』において一切言及されておらず、モリエールの生前にはテキストも出版されていない。テキストが初めて出版されたのは、1682年に刊行された『モリエール全集』においてである。市民向けに公演が行われなかったのは、もともとこの作品が宮廷用に作られたことに加えて、パレ・ロワイヤルがひどく老朽化していたことが理由として挙げられる。本作は大がかりな機械仕掛けが欠かせないから、そもそもそのような芝居を上演できないパレ・ロワイヤルでは出来るはずもない演目だったのである。
10月14日、国王の招きを受けて赴いたシャンボール宮殿にて、国王をはじめとする大勢の貴族たちを前にして、『町人貴族』の初演が行われた。モリエール最後のコメディ＝バレエである。舞踊が大好きで、かつては自分も舞台に立っていた国王はこの作品を気に入ったらしく、16日、20日、21日と3度も再演させ、11月にサン＝ジェルマン＝アン＝レー城に移ってからも、何度もこの作品を見たがったという記録が残っている。パリ市民向けに初演が行われたのは、11月23日のことであった。
この作品の上演のちょうど1年前、1669年11月にオスマン帝国の使節ソリマン・アガがパリにやってきた。国王ルイ14世は彼を歓待するために正装で出迎え、豪華な饗宴を開いたが、ソリマンは感動した素振りを見せるどころか、オスマン皇帝と比べて彼を見下すような発言をしたため、当然ながら国王はこの無礼な使節に激怒した。この無礼な使節を笑いものにするために、トルコ風の儀式をこの作品の中に挿入するように命じたという。この時期にはちょうどトルコ趣味が流行しており、モリエールとしてもちょうどよかったのであろう。
1671年1月17日、テュイルリー宮殿において『プシシェ』の初演が行われた。非常に派手な舞台演出を盛り込んだ作品であったため、宮廷でも大絶賛されたが、パリ市民たちに向けた公演でも大成功を収めた。パレ・ロワイヤルで本作を上演するために、莫大な改築費を投じているところを見ると、モリエールも成功を確信していたのかもしれない。
5月24日、『スカパンの悪だくみ』の上演がパレ・ロワイヤルにて開始された。この作品は今日にいおいてはモリエールの作品の中でも上演回数の多いものであるが、初演から客足は伸びず、モリエールの生前中はわずか18回しか上演されなかった。当時の観客たちは、歌や踊りがふんだんに用いられている『町人貴族』の方を好んだようである。
モリエールの側近、ならびに劇団の会計係であったラ・グランジュの『帳簿』によれば、『袋のなかのゴルジビュス』なる作品を1661,3,4年の3回にわたって上演されたことが記録されている。これを発展させたものが本作であると思われる。随所に他の作家からの借用が見られるが、シラノ・ド・ベルジュラックの『愚弄された衒学者』からの拝借が特に目立つ。他の作家の作品からの借用が日常茶飯事的に行われていた時代であるとはいえ、あまりに露骨であったので問題となった。
12月2日、『エスカルバニャス伯爵夫人』の初演が行われた。フィリップ・ドルレアンとエリザベート・シャルロット・ド・バヴィエールの結婚を祝う催し「バレエのバレエ(Ballet des Ballet)」がサン＝ジェルマン＝アン＝レー城にて開かれた際に、催しに興を添えるために披露された作品である。モリエールはこの催しのためにもう1作品書いたようだが、タイトルもテキストも伝わっていない。
1672年2月17日、初めての恋人であり、盛名座結成以後絶えず苦楽を共にしてきたマドレーヌ・ベジャールが死去した。ラ・グランジュの「帳簿」によれば、マドレーヌが息を引き取ったとき、モリエールとその一同はサン＝ジェルマン＝アン＝レー城にて『エスカルバニャス伯爵夫人』を演じていたとのことである。モリエールは彼女の死に目に立ち会うことはできなかった。彼女の死は、当然モリエールに大きな打撃を与えた。
3月11日、『女学者』の初演が行われた。この作品はマドレーヌの葬儀が済んでまもなく完成されたもので、三一致の法則を忠実に守っており、モリエール作品の中では『人間嫌い』とともに形式的な完成度が非常に高い作品である。
この頃、国王の寵愛がモリエールからジャン＝バティスト・リュリに移っていった。モリエールは当初、リュリに対して庇護者のような立場にあり、彼と協力しておよそ10本のコメディ＝バレエを制作してきたが、次第に頭角を現してきたリュリはさらにその野心を膨らませ、言葉巧みに国王に取り入り、王室音楽アカデミーの特権を手に入れたのであった。その結果、音楽オペラなどの上演権は彼が独占することとなり、あまつさえ、パレ・ロワイヤルでの戯曲の公演においては6人の音楽家と12本のヴァイオリンしか使用できないという制限を彼が設けたおかげで、モリエールは多大な迷惑を被った。
この年、オランダ侵略戦争が始まった。モリエールは「(やがて)凱旋帰国する国王陛下の崇高な偉業を讃えるため」として、『病は気から』の制作を開始した。相変わらず『プシシェ』は好成績を収めているので、比較的のんびりとした気持ちで制作に取り掛かることが出来たようである。
1673年になると、国王の寵愛は決定的にリュリに移ったが、劇団は貴族からの招きによる出張公演が多く、『亭主学校』の再演を久々に行うなど活発に動き回っていた。国王の御前で上演するはずだった『病は気から』は結局その機会に恵まれなかった。上記のような事情からリュリとは不仲になっていたため、作曲はマルカントワーヌ・シャルパンティエに依頼することとなった。

### 舞台での最期

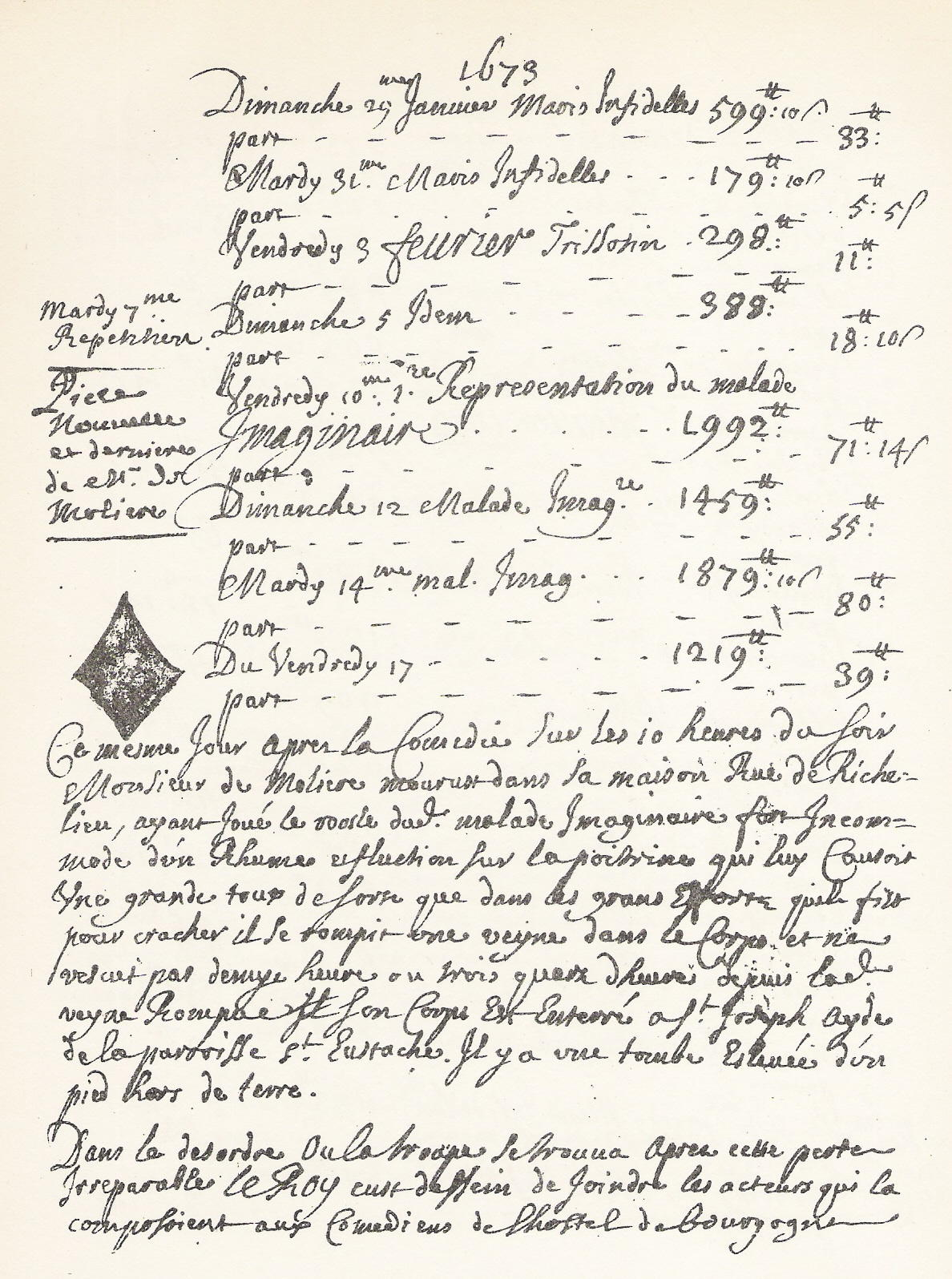
ラ・グランジュの『帳簿』。
モリエールの死に関する記述:「この日、舞台が終了してから、夜の22時頃、モリエール氏はリシュリュー通りの自宅で息を引き取った。自分は病気だと思い込んでいる男の役を演じた後で、モリエール氏は風邪と肺炎で苦しみ、大きな咳をした。痰を吐こうとして無理をしすぎたために、体内の血管が切れた。血管が切れてからは30分から45分ほどしか持たなかった。」

1673年2月10日、モリエールの白鳥の歌となる『病は気から』の初演が開始された。初日から興行成績は好調であったが、それとは対照的にモリエールの体調は取り返しのつかない状態にあった。すでに死期は近く、咳も日を追うごとに激しくなっていった。
2月17日は4回目の公演が行われる日であった。この日も大勢の客が観劇に来ている。ところがこの日、モリエールはいつもに増して朝から元気がなかった。ジャン＝レオノール・グリマレによれば、彼はこの日の公演前、妻であるアルマンド・ベジャールと可愛がっていた愛弟子のミシェル・バロンをそばに呼び寄せて、以下のように述懐したという。

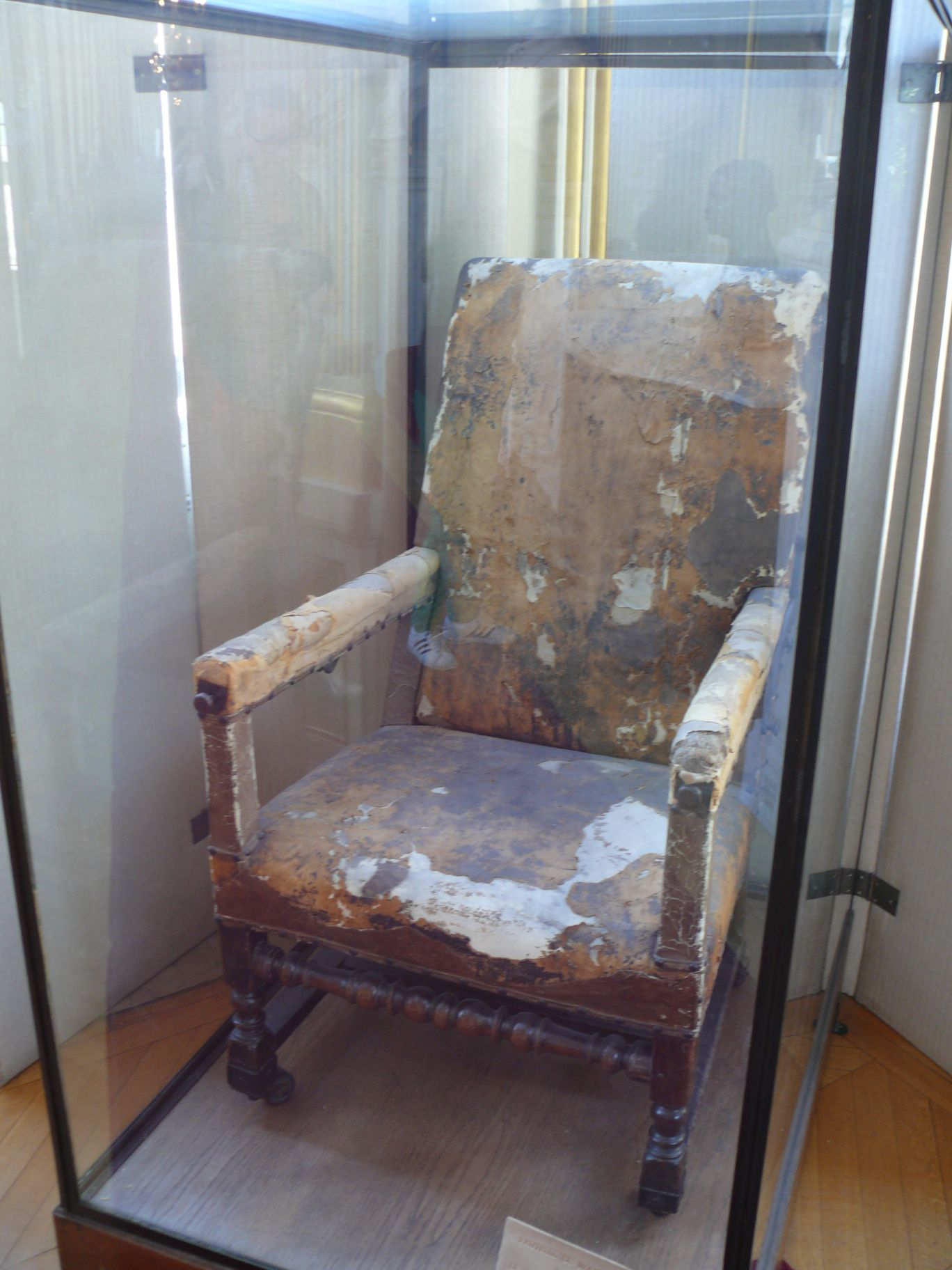
『病は気から』にてモリエールが座った椅子

アルマンドとバロンは彼の顔色の悪さに驚いて出演を見合わせるように勧めたが、「私が出演しなかったら、劇場で働いている50人の人たちはどうなるのだ…」として、モリエールは取り合わなかった。コンデ大公や外国の要人も臨席していたし、劇団員や劇場の使用人たちを路頭に迷わせるわけにはいかないと考えたのであろう。結局出演を強行したモリエールだったが、演技の最中に激しい咳の発作に襲われ、それを隠そうとして彼の顔は苦しそうに痙攣を起こした。観客もそれに気づいて息を呑んだという。舞台を無事に終えると、モリエールは部屋着に身を包み、バロンの楽屋へ休みにきた。彼の手は氷のように冷たく、寒いと訴えたので、急いでリシュリュー街の自宅に担ぎ込まれた。バロンがそれに付き添っていたが、モリエールは自宅に着くと、バロンが勧めた熱いスープではなく、ひとかけらのパンとパルメザンチーズを欲しがった。そうして横になっていると、再び痙攣に襲われた。痰を吐こうとしてもがき苦しむうちに、大量に吐血をしはじめた。モリエールはそばにいるバロンに向かって、次のように言ったという。

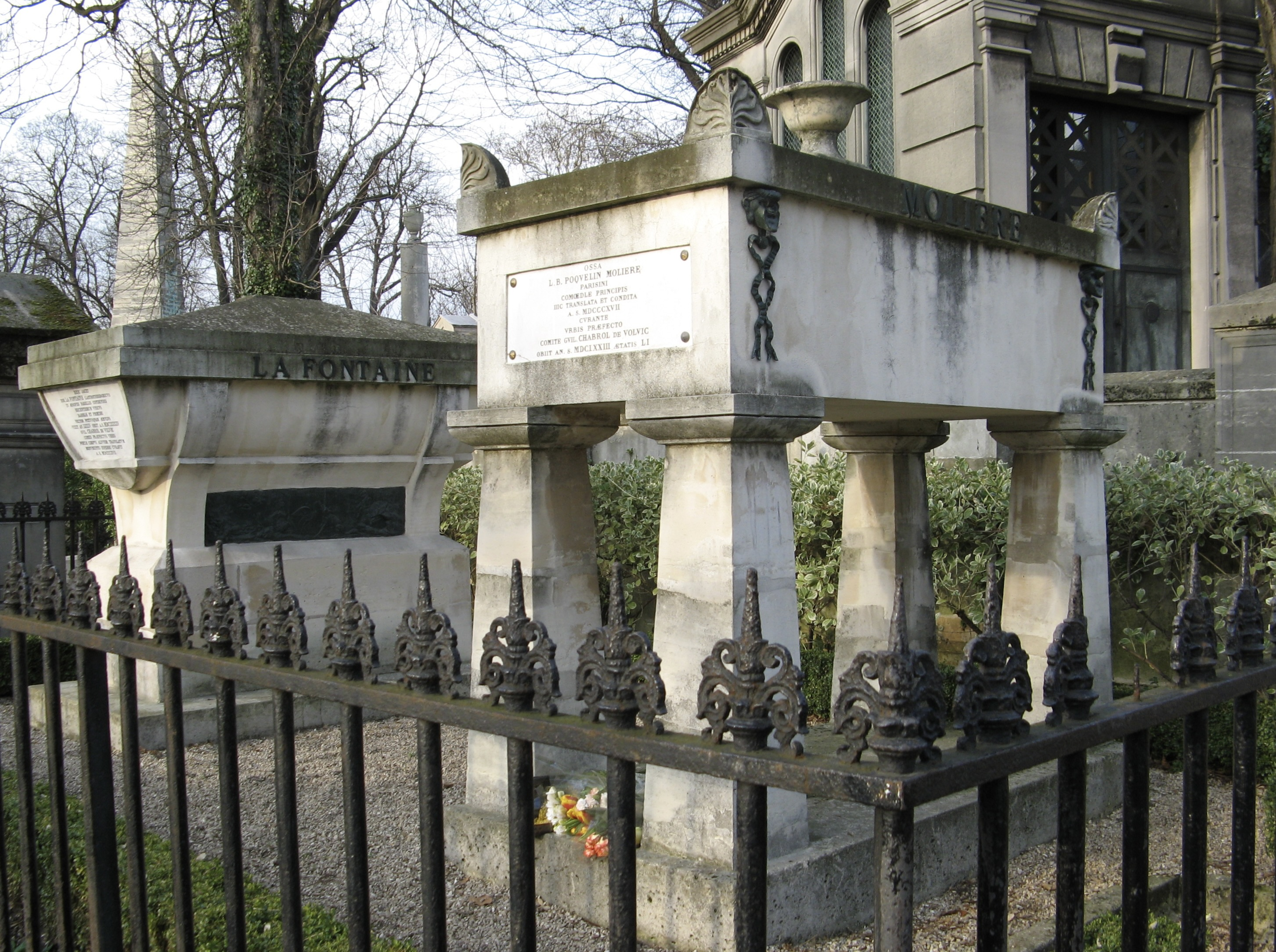
モリエール(手前)とラ・フォンテーヌの墓(奥)

こうしてバロンはアルマンドを呼びに行った。モリエールの自宅があるリシュリュー街の建物には、たまたまアヌシーから義捐金を集めに来た2人の修道女が泊まっていたが、彼女たちが物音を聞きつけて、モリエールの自宅に駆け込んできた。モリエールは苦しみながらも、最期の秘蹟を受けたいと彼女たちに告げた。モリエールの下男下女たちは主人の容態の急変、ならびに彼が最期の秘蹟を受けたがっていることを知って、それぞれ教区の司祭であるランファンとルショーを呼びに行ったが、相手がモリエールだと知って、秘蹟を授けることを拒絶した。一時間以上経って、ようやく秘蹟を授けることを承諾した司祭ペイザンを連れてきたときには、モリエールは修道女たちに看取られて、息を引き取っていたのであった。享年51歳。奇しくも、マドレーヌ・ベジャールの亡くなったちょうど1年後のことであった。
この当時は、俳優になった瞬間にカトリック教会から破門を宣告され、教会からの異端扱いが始まった。善良なカトリック教徒に戻るには、司祭の前で俳優業を棄てる旨を宣告しなければならなかった。そのような宣誓をする間もなく息を引き取ったモリエールは、扱いとしては異端のままこの世を去ったのである。そのため、カトリックの墓地に埋葬する許可を得られず、結局未亡人のアルマンド・ベジャールがルイ14世に請願することで、ようやく埋葬が許可されたのだった。
モリエールの死後、劇団は座長だけでなく、本拠地パレ・ロワイヤルの使用権をも失い、途方もない打撃を受けていた。アルマンドは、モリエールが全幅の信頼を置いていたラ・グランジュとともに、火事で劇場を失ってほとんど解散状態にあったマレー劇場の俳優を吸収し、彼らを率いてゲネゴー劇場へ移った。1680年、国王の命を受けて彼らは、かつてライバル関係にあったブルゴーニュ座と合併し、こうしてコメディ・フランセーズが創設されたのである。モリエールはその初代名誉座長に据えられた。現在においてもコメディ・フランセーズは「モリエールの家」と呼ばれている。

## 芸名について

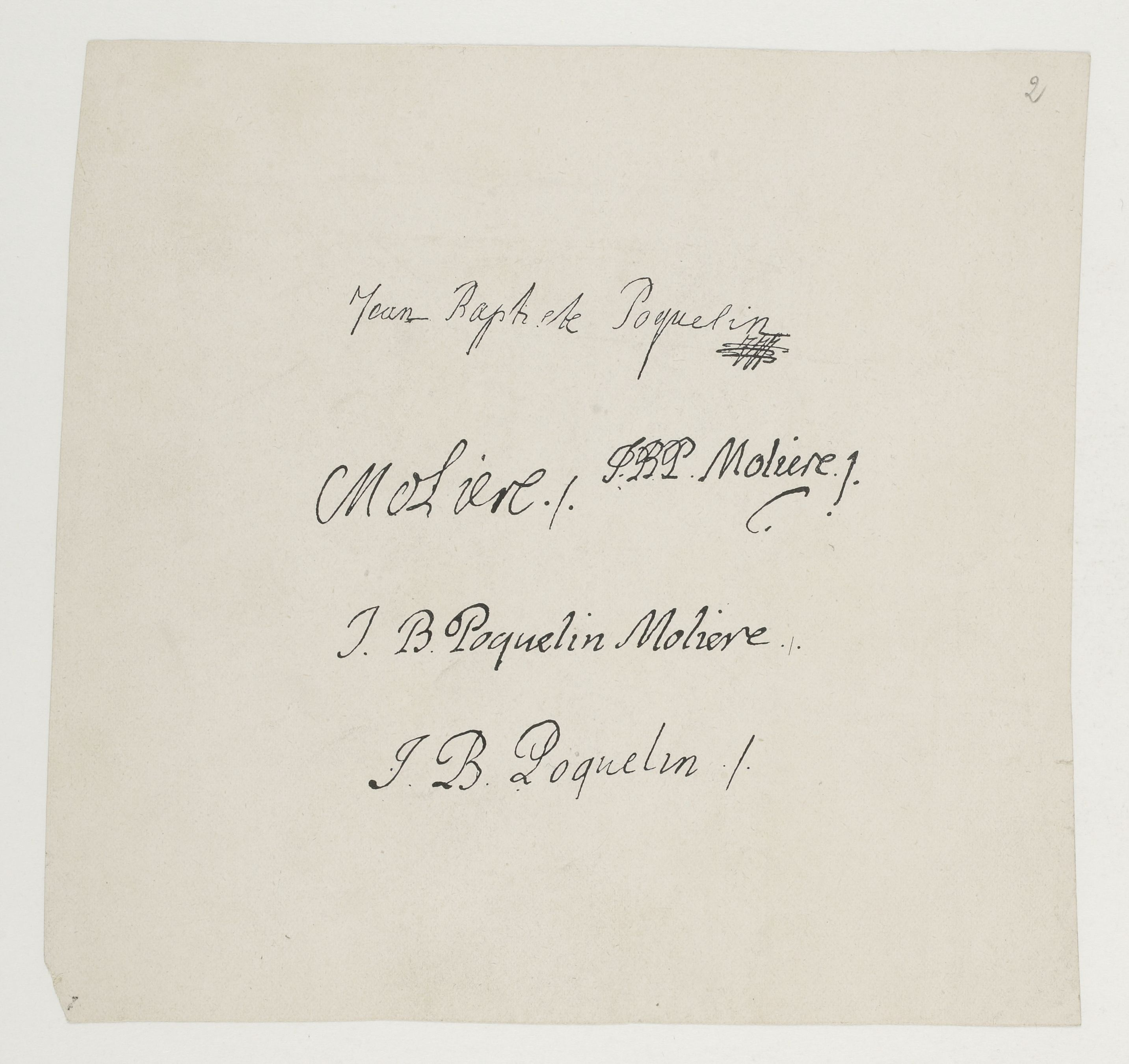
モリエールによるサインの試し書き

1643年の盛名座結成時点では、本名のジャン・バティスト・ポクランと名乗っている。彼が初めて「モリエール」とサインをしたのは、1644年6月28日付で盛名座がダニエル・マレというダンサーとの契約を交わしたときである。しかし、盛名座が解散するまでにモリエールとサインしたのはこれ一度きりで、それ以外は「J.-B.Poquelin」とか「Jean-Baptiste Poquelin」など、本名を用いて署名している。だが借金の証書や、支払いを命ずる裁判所の証書などには「通称モリエール(dit Molière)」とか「モリエール殿(sieur de Molière)」とあるところを見ると、サインには使わなかったものの、この芸名を使用していたのは間違いない。南フランス巡業時代以後は、モリエールとの署名も増えた。現存する署名だけでも、その数は61に上る。

### 由来
モリエール(Molière)と言う芸名の由来は明らかではない。これはモリエールの最初の伝記を著したジャン＝レオノール・グリマレの著作、『モリエール氏の生涯』にも、次のような記述が見える。
この芸名の由来を考える説は、大別して3つある。人名、地名、そして自然からとったとする説である。

- 人名説

彼以前の役者でモリエールと名乗った者はいないが、モリエールという名前自体は彼以前から存在していた。1624年に自由思想家のモリエール・デセルティーヌ(Moliere d'Essertine)という男が処刑されており、この男から名前をもらったのではないか、とする説が初めに挙げた人名由来説である。これはモリエールの作品に見られる過激さや、彼がルクレティウスの著作を翻訳していたという事実から考え出された説であるが、実際のところその根拠には無理があり、説としては弱い。
- 地名説

次に地名説だが、こちらは南フランスのタルヌ＝エ＝ガロンヌ県とガール県に存在したモリエールという地名からとられたものではないかとする説である。南フランスはモリエールが青年期に巡業を行っていたため馴染みの深い場所であったのは確かだが、モリエールと名乗りだしたのはそれ以前の、パリでの盛名座結成以来のことである。盛名座結成前、父親の職業を継ぐつもりで代理としてルイ13世に同行しナルボンヌに赴いたとする話が事実であるなら、タルヌ＝エ＝ガロンヌ県のモリエールと言う地名を知った可能性も否定はできないが、決定的な説ではない。
- 自然説

第3の自然由来説が、現在最も力を持っている説である。自然の名前、植物や草花に芸名を求めることは、当時最も一般的であった。当時一流であったブルゴーニュ劇場やマレー劇場には、数多く自然に由来を求めた芸名の俳優が在籍し、モリエールの劇団にもデ・フォンテーヌ(Des Fontaines=泉)とか、デュ・パルク(Du Parc=庭園)といった俳優がいた。このような例を見ると、モリエールと言う芸名もこれらと無関係であるとは考えにくい。この説を採る研究者たちに共通しているのは、「Molière」を分割して考えていることである。これに従って捻り出された説のいくつかを紹介する。1つ目はMon＋Lierre、もしくはMont＋Lierreと解釈する説。Lierreはフランス語で蔦を意味する単語で、前者は「私の蔦」、後者は「蔦の山」となる。これは盛名座結成時、マドレーヌ・ベジャールという一人前の女優に「まるで蔦のように」すがっていたことを考えると、もっともらしいとも言える。2つ目はモリエールが芸名を決めるにあたって、Lierreに関する単語(=mot)をいくつも考え出した挙句、うんざりして投げやりになり、Mot＋Lierreで、Moliereとしたという説である。3つ目は1644年のサイン、「Molliere」から考え、Mol＋Lierreと考える説である。現在、Molは「柔らかい」という意味のMouの変化形であるが、17世紀当時は詩の用語としても使用しており、比喩的な意味で「女々しい」などの意味も持っていた。こうして考えると、「柔らかな蔦」とか「女々しい蔦」などの解釈が可能であるという。

### 綴り
1644年6月28日の初めてのサインでは「Mollière」と「l」が1つ多い。証書などにおいても、最初のころはこの綴りであったが、やがて「Molière,Molières」の2つに絞られるようになり、1658年以後のパリ進出後は「Molière」とのスペルに統一された。これは彼がパリで成功を収めるにつれ、その名前が広く知られるようになったためだと思われる。
彼のサインの筆跡には統一性がなく、特徴がない。その書体は変化に富んでおり、ごつごつしていたり、丸みを帯びていたり、線も太かったり細かったりと、筆跡からは何一つ判定できない。当然、1人の人間が書いていたサインではないのではないかと疑問を抱く研究者も多くいたが、証書類を除いて私的な手紙や自筆原稿が一切見つかっていないため、比べようがない。

## エピソード
- 青年期にピエール・ガッサンディに哲学を学んだとされる。哲学にのめり込んだモリエールはルクレティウスの著作「自然について」の翻訳に着手し、いずれは刊行するつもりであったが、ある日召使がうっかりその数枚の原稿を破いてしまったために、癇癪を起して残りをすべて燃やしてしまったという[9]。

- かなり恋愛に奔放であった。盛名座結成以来の同士であるマドレーヌ・ベジャールとの関係がありながら、劇団の女優であるマルキーズ・デュ・パルクやカトリーヌ・ド・ブリーに言い寄っている。ちなみに2人とも既婚者であり、マルキーズには振られ、カトリーヌとは成功している。マルキーズが女優として成り上がるためには、当時地方劇団のリーダーに過ぎなかったモリエール程度では愛人として不足もいいところだったのである[137]。

- 「病は気から」の上演中、発作に襲われながらも演じ切り、その後亡くなったモリエールであったが、その上演の際に用いられ、実際にモリエールが座っていた肘掛け椅子が現在でもコメディ・フランセーズにて保存、公開されている[138]。

- アカデミー・フランセーズ入会を勧められていたが、劇団から離れて俳優の職を捨てなければならなかったため、断っている。モリエールの死後100年以上が経過した1778年には、議場に彼の胸像が飾られた。「彼の栄誉には欠けるところがない。しかし我らの栄誉には彼が欠けていた。」会員の1人、ベルナール=ジョゼフ・ソーランによって、胸像に刻まれた銘文である[138]。

### 自筆原稿の消失
モリエールの手紙や、自筆原稿は一切遺されていない。原稿に関しては、当時の出版社では、作者から原稿をもらって印刷にかけた後、それを保存しておく習慣はなかったため、これはモリエールに限ったことではなく、コルネイユやラシーヌの原稿も殆ど見つかっていない。手紙に関しては、相手が保存しておいてくれない限り残るものではないが、それにしてもパリで大成功を収めていた彼の手紙が1通も見つからないのは不自然である。実際、モリエールの本格的研究が始まった19世紀にはこのように考えた研究者が大勢存在したが、手紙が残っていない理由をはっきりさせることはできなかった。
だが、モリエールの死後しばらくの間は原稿が残っていた確証はある。モリエールの妻だったアルマンドが、俳優ゲラン・デストリシェと再婚してその間に儲けた息子、ニコラは1699年にモリエールの未完作品『メリセルト』を翻案し、『ミルティルとメリセルト』として出版した。以下はその序文からの抜粋である。
この序文に見えるように、アルマンドがモリエールの原稿を所持していたことは明らかである。1700年にアルマンドが亡くなった後、ニコラが遺産を相続したものと考えられる。ニコラは結婚後、パリ郊外のフシュロールという街に居住したことがわかっているので、19世紀の研究者たちはこの街に大挙して押しかけ、何かないかと探し回ったが、何も見つけられなかった。
この件に関しては、真偽は不明だが逸話も伝わっている。1820年のある日、当時の王立図書館(現在のフランス国立図書館)の玄関前にフシュロールから来たという農夫が現れた。農夫はロバを伴って荷車を引かせており、「(荷車に)モリエールさんの書類がたくさん入っていますよ」と述べ、図書館の責任者に面会を求めたという。ところがその日は休館日で、一切の権限を持たない門番しかいなかったため、また来るように伝えて追い返してしまった。翌日になってこの話を聞いた図書館中は大騒ぎになり、慌てて新聞に広告を出したり、役所に連絡をしたり、あらゆる手を使って農夫を探したが見つからなかったとのことである。
この話を伝えたのは、シャルル・ノディエとかヴィクトリアン・サルドゥであるとか言われている。しかし、内容を裏付ける確証は一切ない。結局モリエールの手紙並びに自筆原稿が、どのように消失あるいは散逸したのか、わからないままである。

## 評価

### 容姿と演技力
青年時代のモリエールが盛名座を起こし、演劇に燃えていたころから悲劇役者を志し、徐々に悲劇への才能のなさを自覚し、ドン・ガルシ・ド・ナヴァールの大失敗で、ついにそれを諦めたことは先述した。モリエールは基本的に自分の生涯について何も語っていないので、悲劇を諦めた理由には様々な要因があるだろうが、その理由の1つに彼の容姿が大きく影響していたことは間違いない。
モリエールがどのような容姿を持っていたか、これはかつてモリエール劇団に所属していた団員の証言がある。1671年から子役として劇団に所属していた女優が、1740年にメルキュール・ド・フランスに以下のように語った。
17世紀の肖像画が実際より美化して描かれていたことは有名な事実である。1740年といえば、すでにモリエールは古典喜劇の完成者として神格化されていたころであるから、その時期に公表された「鼻は大きく、口も大きく、唇は分厚い」という、美男子の特徴にことごとく反するこのような証言は信憑性が高い。このような特徴は、モリエールの敵対者にとって格好の攻撃材料であった。『女房学校』を巡って勃発した「喜劇の戦争」の際に、ブルゴーニュ劇場の俳優モンフルーリによって発表された『コンデ公邸での即興劇』から、モリエールの容姿に関する容赦ない罵詈雑言を引用する。
これはモリエールの悲劇役者としての才能のなさを嘲笑する場面における台詞であるが、敵対者たちの中傷のなかでもひときわ悪意に満ち満ちている。特徴的なモリエールの鼻に言いがかりをつけるとともに、団員が「すらりとした」と評した脚も「がに股」と貶す。モンフルーリは当時、大げさな台詞回しで評判を取っていた悲劇役者であるが、『ヴェルサイユ即興劇』にてその朗誦法を槍玉に挙げられたために、このような記述でやり返したのだろう。
これと同様の記述が、他の敵対者の作品にも見える。
タバラン、グラトラールは1620年代頃、ポンヌフにて芸を披露していた大道芸人である。このトリヴェリーノは本来、コメディア・デラルテにおける下僕のタイプの1つであるが、ここではおそらく、フロンドの乱の勃発のためにパリを去ったイタリア劇団のドメニコ・ロカテッリを指すと思われる。3人とも際立った芸を披露して、パリの大衆に大人気であった役者である。この記述を認めた人物は、モリエールを貶すつもりでこれを書いたのだろうに、図らずも彼の表情豊かな演技ぶりを認めてしまっている。

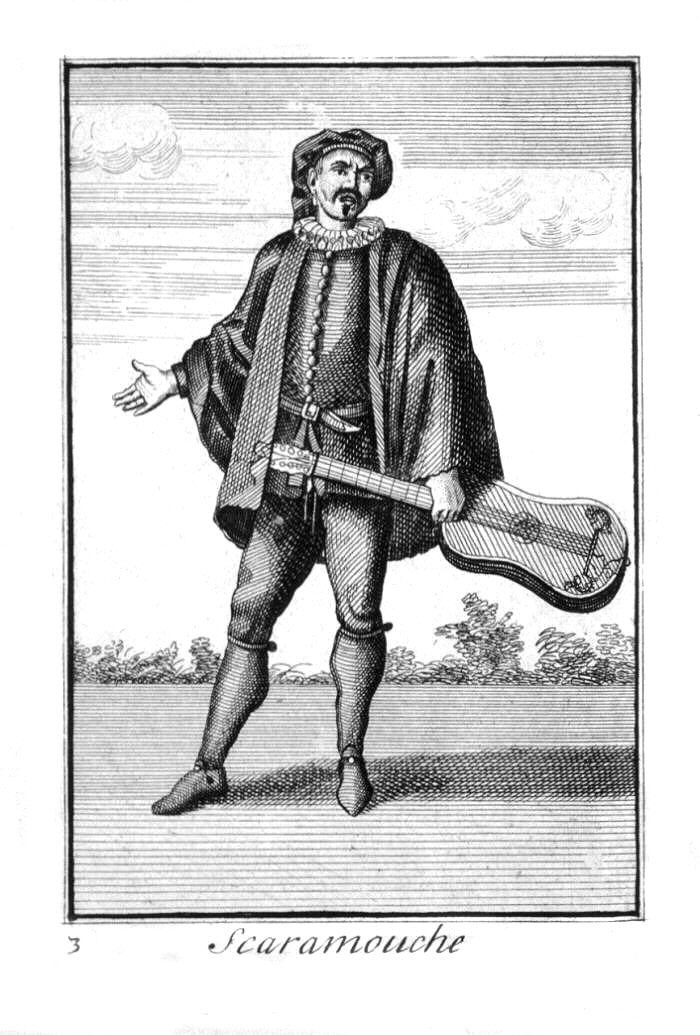
伝説的な役者、スカラムーシュ

モリエールの演技力については、『スガナレル』に注釈をつけて出版したヌフヴィレーヌなる男による記述がある。
ここに挙げられた3人とも、全員17世紀フランスを代表する画家である。その3人の絵筆を以てしてようやく、モリエールの演技を描出出来るのだというのは、最大級の褒め言葉と言える。
生前、様々な攻撃や誹謗中傷を受け、悲劇には才能がないと散々馬鹿にされたモリエールだったが、喜劇への才能に関しては敵対者たちも認めざるを得なかった。1670年にモリエールを攻撃する目的で、シャリュッセーなる男(偽名)によって『憂鬱症に取りつかれたエロミール』なる名前の冊子が刊行されたが、この冊子には、モリエールが毎日スカラムーシュのもとに通い詰めて、鏡を手に師匠の演技を学び、模倣したとの記述がある(「晩年」項の画像参照)。スカラムーシュは大変有名であった喜劇役者で、齢80歳を超えてなお相手役の顔を足で張り倒す離れ業を演じることができたという伝説的な人物である。パリに帰ってきたばかりのモリエール劇団と、自らが率いていた劇団とでプチ・ブルボン劇場を共同使用していたことがあるため、モリエールと接点がなかったわけではない。以下は小冊子からの引用である。
先述したように、この冊子はモリエールを攻撃する目的で刊行されたものであって、この記述もそれに漏れない。この記述は、モリエールがアルマンド・ベジャールとの結婚後に、彼女の放縦ぶりに悩まされたという事実を当てこすったものであるが、図らずしてモリエールの喜劇役者としての力量を示す証言となっている。モリエールは伝説的な喜劇役者・スカラムーシュと肩を並べるほどの喜劇的演技力の持ち主であったのである。

### 批判
ジャン＝ジャック・ルソーは『ダランベールへの手紙』において、演劇、特に喜劇を登場人物が普通の人間に似ていることから、模倣する誘惑に駆られることを指摘し、それ故「有害であり、すべてが観客に重大な影響を及ぼす」と批判した。その文脈において、モリエールの批判に及び、以下のように記した。

### 評価の変遷
- 現在でこそ「フランスを代表する国民的作家」と高く評価されているモリエールだが、どうやら生前はそうではなかったらしい。19世紀にアシェット社から「フランスの大作家シリーズ( Les Grands Ecrivains de la France )」の刊行が始まったが、その中のモリエール全集には、彼の死について以下のような説明がある[157][158][159]。

さらに1863年に刊行が始まった「19世紀世界大辞典( Grand dictionnaire universel du XIX siècle )」によると、モリエールは「死後100周年を記念して全身像を立てるために寄付が募られたが、目標額に到達せず、やむなく胸像に変更される」程度の扱いであった。
しかし同辞典においては、モリエールを「喜劇作家の中でもっとも偉大な作家」と位置づけており、アシェット社のシリーズに採録されていることなどからもわかるように、19世紀にはすでに「偉大な作家」と見做されていたようである。
- モリエールがこれほどまでに広く受け入れられたのは、その祖先にゴール人を持つからであると言う。19世紀にソルボンヌ大学で教鞭を執っていたブリュヌティエール( Ferdinad Brunetière )によれば[161][162]、

かくしてモリエールは「古代からの純粋なフランス精神」の代弁者となり、モリエールを批判することが、フランスを批判することと同義となり許されなくなってしまった。ブリュヌティエールはこの行き過ぎたモリエール崇拝に気づいていたようで、「モリエールは『神』になりつつある」とも述べている。

## モリエール＝コルネイユなのか？

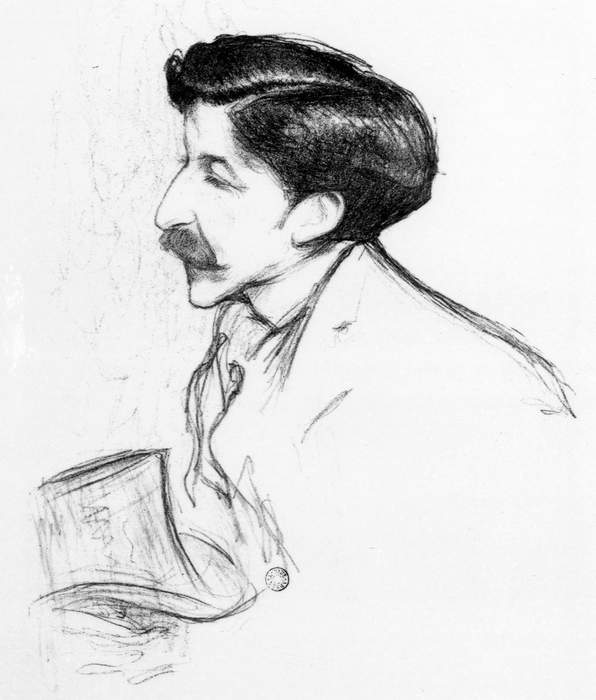
ピエール・ルイス

ピエール・ルイスによって唱えられた「モリエール＝コルネイユ説」は、結論から言えば今日においては、ほとんど無視されている学説である。「モリエールのものとされている作品のほとんどは、実はピエール・コルネイユの作品であり、モリエールは単に名義を貸しただけに過ぎない」というのがこの説の概要である。
ルイスは詩人として広く世に知られていたが、同時に博覧強記の文献学者でもあった。研究者としての彼は初め、古代ギリシアをその対象としていたが、後半生の関心はフランス古典主義文学に移っていた。とくにコルネイユへの傾倒ぶりは著しく、作品を隅々まで仔細に亘って分析し、その語法、詩法、文体、リズムなどを完璧に知り尽くしていたのであった。その結果、彼はモリエールの作品とされている『アンフィトリオン』の一節がコルネイユの詩句に酷似していることに気付き、精読を行った結果、同作品の作者はコルネイユ以外に考えられないと結論付けたのである。ルイスはこの発見に基づく新説を、若いころからの友人であったポール・ヴァレリーに聞かせたが、冷たくあしらわれたので、関係が冷え込んだと伝わっている。
友人には受け入れられなかったが、この新説を広く世に問うべく、ルイスは1919年8月、雑誌上で『コルネイユはアンフィトリオンの作者か？( Corneille est-il l'auteur d'Amphitryon? )』と題した論文を発表した。当然激烈な反発が寄せられたが、これは説の内容が奇抜であったからだけではなく、ルイス自身への恨みもこもっていた。かつて、ルイスは自作である『ビリティスの歌』を古代ギリシア女流詩人の作品と偽って発表し、多くの著名な古典学者を含む人々を欺くことに成功していた。この件によってルイスは詩人としては名声を獲得したが、文献学者としては信用を失っており、その時の影響がここにきて重くのしかかったのである。当時欺かれた学者たちはその時にかかされた恥を忘れてはいなかったし、多くの者は「またルイスがふざけた説を発表して、我々を担ごうとしている」といった具合に、冗談としか受け止めなかったのである。
このような反応にルイスは大いに幻滅したが、しかし諦めず、寄せられた反論に答えるために「アンフィトリオンの作者」と題した論文を発表した。ルイスはこの論文において「『アンフィトリオン』の作者はコルネイユ以外にあり得ないと主張し、証明しなければならないのは、なぜその作品にモリエールとの署名が入っているのか、それのみであると主張した。彼はこの説の裏付けとして、モリエールとコルネイユに関する伝記的事実を例証として示し、『アンフィトリオン』がコルネイユの手によるものであることを証明しようと試みた。
まず、モリエールが演劇の世界に飛び込んだ1643年から、死に至る1673年までの30年間に亘ってコルネイユの作品を演じ続けた俳優であったことを指摘し、コルネイユとモリエールという2人の偉大な劇作家が密接な関係にあったことを強調した。さらに『アンフィトリオン』の着想時期をコルネイユが喜劇の形式を創造し終えた1650年頃と考えた。1650年当時に28歳だったモリエールの書いた文章といえば10行程度の領収書が遺されているのみだが、この領収書にさえも初歩的な文法ミスがあることを指摘し、この程度の言語運用能力しか持たない男がアレクサンドランを用いて、しかもギリシャ神話に題材を求めた戯曲を執筆することなど到底不可能であると結論付けたのである。
「町民階級の者としては最上の教育を受け、大学で法律を学んで弁護士資格まで有したが、演劇への熱意を抑えられずに身を投じた」というのがモリエールの青年時代における通説であるが、ルイスはこれを否定して、「14歳で初等教育を終え、読み書きを学んだが、ラテン語やギリシア語は大嫌いで身に着けなかった」と考えた。そもそもモリエールの生涯については、彼が南フランス巡業を終えてパリへ帰還するまで不明な点が多く、ルイスもこの点に基づいて推論を組み立てている。さらにモリエールとその劇団がパリに帰還する前に、半年間コルネイユの居住地であったルーアンに滞在していたことに着目し、「劇作家を志したモリエールは、同地でコルネイユに弟子入りして作劇術を学び、劇作家としてデビューすることになった」と考え、「モリエールはコルネイユの生んだ傑作である」と結論付けたのだった。
ルイスによれば、当時のコルネイユは才女気取りの女たちに自作を酷評され、うんざりするあまりに劇作から遠ざかっており、自分が作り上げたモリエールという劇作家を使って喜劇を発表したのだという。モリエールの名で発表された一連の喜劇を仮に自作として発表していたならば、上演されない恐れがあったために、モリエールの名を借りたのとだという。彼の説が正しいとすれば、パリ帰還後のモリエールの作品が『才女気取り』という題名であるのは、極めて示唆に富んでいる。散々自作を批判してくれた才女気取りの女たちに激烈な風刺を投げつけることで、やり返したことになるからである。その後も次々とこの件に関して論文を発表し、『ドン・ジュアン』、『タルチュフ』もモリエールの名を借りて、その実コルネイユが執筆した作品だったとし、『女房学校』、『人間嫌い』、『女学者』といった名作も、その創作にコルネイユが関わっているのではないかと疑問を投げかけた。ルイスは、「コルネイユの作品の詩句に漲る力強さと独自性を感受出来うる者は、それを見分ける事は容易である。モリエールの作品には、屡々平板さと弱い部分が見受けられ、コルネイユの詩句と見紛うべくもない」と主張した。そして、モリエールの『タルチュフ』とコルネイユの『詐欺師』のテクストを比較検討し、『タルチュフ』には「二様の言葉遣い」が見られるとし、コルネイユの手による本来の詩句と、モリエールが上演の必要上から演出家として書き加えた稚拙な詩句とがあり、詩的文学的価値からして両者は同じレベルにはない。つまりはモリエールの作とされる喜劇の中で優れた詩句は、比類なき詩人にして劇作家のコルネイユの、稚拙なる部分はモリエールの筆になるものだ、と言う説を唱えたのである。
ルイスはモリエールを貶めようなどと言う意図は毛頭なく、そればかりか彼はモリエールを優れた演劇人としてつとに認めてはいた。しかしながらこのような、いかにも詩人の独断とも取れる説を主張していては、彼の意図が如何であれ、いくらルイスがコルネイユに精通した文献学者であり、優れたコルネイユ研究家であったとしても、「コルネイユのみが劇作家として優れており、モリエールは単に凡庸な劇作家に過ぎない」と考えていると思われてしまうのは避けられない。
しかも、
このような事柄を述べていれば尚の事である。
実際、この説はモリエールの愛好家や研究家たちを激昂させたし、第1作目の論文『コルネイユはアンフィトリオンの作者か？』を冗談としてしか受け止めていなかった者たちも、ルイスが本気であることに気付くと、嘲笑と罵倒へと反応を変化させた。ソルボンヌ大学の教授や、モリエール研究家たちは口を揃えて「ピエール・ルイスはついに狂った」と声をあげた。コメディー・フランセーズの俳優たちは特に過激で、自分たちの守護神とさえいえる神聖なモリエールを穢されたとの思いからか、ルイスを弾劾し、法廷に引きずり出すべきだと主張する者さえ出る始末であった。ルイスを擁護しようとするものなどおらず、孤立無援で、四面楚歌であった。敵対者たちが聞く耳を持っていたならまだしも、彼らはただただ感情的であり、冷静に学問的議論をしようとする者など一人もいないのであった。
ルイスはこうした世間の反応にひどく失望し、侮辱を感じ、ついに論争に応じなくなった。未公表であったその他の膨大な自説の証拠や資料は、人々に示されることなく、散逸してしまったのである。こうしてルイスは意気喪失し、失意のうちに死んでいくのだが、その彼が唱えた説もまた、狂人の唱える説として笑殺のうちに闇に葬り去られたのであった。

## 著作
| 作品 (詩、ソネ、戯曲)                                      | 作品 (詩、ソネ、戯曲)                                   | 作品 (詩、ソネ、戯曲) | 上演回数 (モリエールの生前) | 上演回数 (モリエールの生前) | 成否 (興行成績による)    | 備考                               |
| 作品名                                                     | 原題(フランス語)                                        | 初演(制作)年月日      | 公式上演                    | 私的上演                    |                          |                                    |
| ---------------------------------------------------------- | ------------------------------------------------------- | --------------------- | --------------------------- | --------------------------- | ------------------------ | ---------------------------------- |
| 飛び医者                                                   | Le Médecin volant                                       | ?                     | 14                          | 2                           |                          | モリエールの手になるとの確証なし   |
| ル・バルブイエの嫉妬                                       | La Jalousie du barbouillé                               | ?                     | 7                           |                             |                          | 〃                                 |
| 粗忽者:あるいはへまのしつづけ                              | L'Étourdi ou les Contretemps                            | 1653年                | 63                          | 12                          | 成功                     |                                    |
| 相容れないものたちのバレエ                                 | Le Ballet des Incompatibles                             | 1655年                |                             |                             |                          | コメディ＝バレエの習作             |
| クリスチーヌ・ド・フランスに捧げる歌                       | Couplet d'une chanson pour Christine de France          | 1655年7月頃           |                             |                             |                          | 詩人シャルル・ダスシとの共作       |
| 恋人の喧嘩                                                 | Le Dépit amoureux                                       | 1656年12月16日        | 66                          | 10                          | 成功                     |                                    |
| 才女気取り                                                 | Les Précieuses ridicules                                | 1659年12月18日        | 55                          | 15                          | 大成功                   |                                    |
| スガナレル:あるいは疑りぶかい亭主                          | Sganarelle ou le Cocu imaginaire                        | 1660年5月28日         | 123                         | 20                          | 成功                     |                                    |
| ドン・ガルシ・ド・ナヴァール:あるいは嫉妬深い王子          | Dom Garcie de Navarre ou le Prince jaloux               | 1661年2月4日          | 9                           | 4                           | 大失敗                   |                                    |
| 亭主学校                                                   | L'École des maris                                       | 1661年6月24日         | 111                         | 19                          | 大成功                   |                                    |
| はた迷惑な人たち                                           | Les Fâcheux                                             | 1661年8月17日         | 105                         | 16                          | 大成功                   | 第1作目のコメディ＝バレエ          |
| 女房学校                                                   | L'École des femmes                                      | 1662年12月16日        | 88                          | 17                          | 大成功                   |                                    |
| 国王陛下に捧げる感謝の詩                                   | Remerciement au Roi                                     | 1663年3月頃           |                             |                             |                          |                                    |
| 女房学校批判                                               | La Critique de l'École des femmes                       | 1663年6月1日          | 36                          | 7                           | 成功                     |                                    |
| ヴェルサイユ即興劇                                         | L'Impromptu de Versailles                               | 1663年10月14日        | 20                          | 9                           | 成功寄り                 |                                    |
| 強制結婚                                                   | Le Mariage forcé                                        | 1664年1月29日         | 36                          | 6                           | 成功寄り                 | 第2作目のコメディ＝バレエ          |
| エリード姫                                                 | La Princesse d'Élide                                    | 1664年5月8日          | 25                          | 9                           | 成功寄り                 | 第3作目のコメディ＝バレエ          |
| タルチュフ:あるいはペテン師                                | Tartuffe ou l'Imposteur                                 | 1664年5月12日         | 82                          | 13                          | 大成功                   |                                    |
| ご令息の死に際してラ・モット・ル・ヴァイエへ捧げるソネ     | A M. La Mothe Le Vayer, sur la mort de son fils         | 1664年10月頃          |                             |                             |                          |                                    |
| ドン・ジュアン:あるいは石像の宴                            | Dom Juan ou le Festin de pierre                         | 1665年2月15日         | 15                          |                             | 大成功するも上演打ち切り |                                    |
| 恋は医者                                                   | L'Amour médecin                                         | 1665年9月22日         | 63                          | 4                           | 大成功                   | 第4作目のコメディ＝バレエ          |
| ノートルダム慈善信心協会の設立を記念する版画に付した詩     | La Confrérie de l'esclavage de Notre-Dame de la Charité | 1665年頃              |                             |                             |                          |                                    |
| 人間嫌い:あるいは怒りっぽい恋人                            | Le Misanthrope ou l'Atrabilaire amoureux                | 1666年6月4日          | 63                          |                             | まずまずの成功           |                                    |
| いやいやながら医者にされ                                   | Le Médecin malgré lui                                   | 1666年8月6日          | 61                          | 2                           | 成功                     |                                    |
| メリセルト                                                 | Mélicerte                                               | 1666年12月2日         |                             | 1                           | 祝祭でのみ上演           | 未完                               |
| パストラル・コミック                                       | Pastorale comique                                       | 1667年1月5日          |                             | 1                           | 祝祭でのみ上演           | 断片のみ現存                       |
| シチリア人:あるいは恋する絵描き                            | Le Sicilien ou l'Amour peintre                          | 1667年2月14日         | 20                          | 1                           | 失敗                     | 第5作目のコメディ＝バレエ          |
| アンフィトリオン                                           | Amphitryon                                              | 1668年1月13日         | 53                          | 3                           | 大成功                   |                                    |
| フランシュ＝コンテを統治下に収められた国王陛下に捧げるソネ | Au Roi, sur la conquête de la Franche-Comté             | 1668年3月頃           |                             |                             |                          |                                    |
| ジョルジュ・ダンダン:あるいはやり込められた夫              | George Dandin ou le Mari confondu                       | 1668年7月18日         | 39                          | 4                           | どちらでもない           | 第6作目のコメディ＝バレエ          |
| 守銭奴                                                     | L'Avare                                                 | 1668年9月9日          | 47                          | 3                           | 大失敗                   |                                    |
| ボーシャン氏のバレエのメロディーに付した詩                 | Vers sur un air de ballet de M.de Beauchamp             | 1668年(発表)          |                             |                             |                          | 制作年不明                         |
| ヴァル・ド・グラース教会の天井画を称える詩                 | La Gloire du Val-de-Grâce                               | 1668年頃              |                             |                             |                          |                                    |
| プルソニャック氏                                           | Monsieur de Pourceaugnac                                | 1669年10月6日         | 49                          | 5                           | 成功                     | 第7作目のコメディ＝バレエ          |
| 豪勢な恋人たち                                             | Les Amants magnifiques                                  | 1670年2月4日          |                             | 6                           | 祝祭でのみ上演           | 第8作目のコメディ＝バレエ          |
| 町人貴族                                                   | Le Bourgeois gentilhomme                                | 1670年10月14日        | 48                          | 4                           | 成功                     | 第9作目のコメディ＝バレエ          |
| プシシェ                                                   | Psyché                                                  | 1671年1月17日         | 82                          | 1                           | 大成功                   |                                    |
| スカパンの悪だくみ                                         | Les Fourberies de Scapin                                | 1671年5月24日         | 18                          | 1                           | 失敗                     |                                    |
| エスカルバニャス伯爵夫人                                   | La Comtesse d'Escarbagnas                               | 1671年12月2日         | 18                          | 1                           | 失敗寄り                 |                                    |
| 美しいメロディーにのせた題韻詩                             | Bouts-rimés commandés sur le bel air                    | 1671年頃?             |                             |                             |                          | 1682年(発表)                       |
| 女学者                                                     | Les Femmes savantes                                     | 1672年3月11日         | 24                          | 2                           | 失敗寄り                 |                                    |
| 病は気から                                                 | Le Malade imaginaire                                    | 1673年2月10日         | 4                           |                             | 成功                     | 白鳥の歌                           |
| テキスト現存せず(モリエールの作品でない可能性もある)       |                                                         |                       |                             |                             |                          |                                    |
| インド                                                     | Indes                                                   | 南仏修業時代          |                             |                             |                          |                                    |
| カザック                                                   | Le Casaque                                              | 〃                    |                             |                             |                          |                                    |
| 学校の先生                                                 | Le Maître d'école                                       | 〃                    |                             |                             |                          |                                    |
| 衒学者                                                     | Le Docteur pédant                                       | 〃                    |                             |                             |                          | 『恋する医者』の別名？             |
| 競争しあう三人の学者たち                                   | Les Trois Docteurs rivaux                               | 〃                    |                             |                             |                          | 〃                                 |
| 生徒のグロ＝ルネ                                           | Gros-René écolier                                       | 〃                    |                             |                             |                          | 『学校の先生』の別名？             |
| のろま気取り                                               | Le Feint Lourdaud                                       | 〃                    |                             |                             |                          |                                    |
| パラス                                                     | Pallas                                                  | 〃                    |                             |                             |                          |                                    |
| 袋の中のゴルジビュス                                       | Gorgibus dans le sac                                    | 〃                    |                             |                             |                          | 『スカパンの悪だくみ』の前身       |
| プラン＝プラン                                             | Plan-plan                                               | 〃                    |                             |                             |                          |                                    |
| 薪作り                                                     | Le Fagoteux ou Le Fagotier                              | 〃                    |                             |                             |                          | 『いやいやながら医者にされ』の前身 |
| 恋する医者                                                 | Le Docteur amoureux                                     | 1658年                |                             |                             |                          |                                    |
| グロ＝ルネの嫉妬                                           | La Jalousie du Gros-René                                | 1660年                |                             |                             |                          | 『ル・バルブイエの嫉妬』の別名     |
| ぼうやのグロ＝ルネ                                         | Gros-René, petit enfant                                 | 1664年                |                             |                             |                          | 『学校の先生』の別名？             |

### 海外の全集
※主要なものに限って示す。名称はほとんど『モリエール作品集( Les Œuvres de M. de Molière )』と、同じなので省略する。年代は刊行年。
- 1682年、全8巻、パリでの出版
  - モリエールが全幅の信頼を置いていたラ・グランジュによって刊行された、初のモリエール全集。第1巻から第6巻までは、モリエールの生前に出版された作品が収められており、残りの2巻には生前に刊行されることのなかった作品が収録されている。モリエールの生前に刊行された作品と本全集に採録された作品の間に特に目立った違いはないが、実際の上演においては省略されたことを意味することを示すために、ところどころ文中を()で括ってある。この全集の挿絵は、当時の舞台の様子を知るための資料として貴重でもある。また、本全集に採録されている『ドン・ジュアン』は内容の大幅な削除を当時の政府から命じられたため、モリエールの手による完全なテキストではない[80][193]。

- 1684年、全6巻、アムステルダムでの出版
  - この全集に収録されている『ドン・ジュアン』は、他の全集ではカットされている場面や台詞を全て含んでいる。この全集が誰の手も加えられていない、モリエールが書いたままの『ドン・ジュアン』を収録していたおかげで、同作品は散逸の危機を免れた[80][194]。

- 1765年、全6巻、アムステルダム、ライプツィヒでの出版
  - ヴォルテールによる『モリエールの生涯』ならびに、彼独自の歴史的、批評的な見解を付した全集[195]。

- 1819～1825年、全9巻、パリでの出版
  - この全集において、初めて『ドン・ジュアン』の完全なテキストが収録された。アムステルダムで刊行されていた初演の脚本が、偶然発見されたためである。それまでの全集に収められていたのは、1682年版の全集に収録されていたテキストである。このテキストにはかなりの改竄が加えられていた[195]。

- 1873～1900年、全13巻、パリでの出版、アシェット社
  - フランスの大作家叢書( Les Grands Ecrivains de la France )。最後の2巻は用語集。関連資料が非常に豊富なので、日本におけるモリエール翻訳の多くはこの版を底本としている[195][注釈 10]。

- 1935～52年、全8巻、パリでの出版、ギヨーム・ビュデ協会(Association Guillaume Budé)

- 1947年、全11巻、パリでの出版、フランス国立印刷局(Imprimerie Nationale)

- 1971年、全2巻、パリでの出版、ガリマール出版社
  - テキストに現代フランス語の文法を反映させた全集。個々の作品詳説、注記、作品にまつわる同時代の文献、上演に関する当時の資料を豊富に収録している[196]。

### 日本への紹介
日本におけるモリエール受容の歴史は、およそ大別して3つの時期に分けることができる。
1、1886年～1904年頃、英訳本からの重訳

- 尾崎紅葉の翻案

日本においてモリエールが初めて紹介されたのは、1886年のことであった。『女房学校』が湖東生という人物によって『西洋風滑稽演劇 南北梅枝態(かげひなたうめのえだぶり)』として翻案されたのである。この作品は読売新聞上にて、同年10月31日から11月23日まで連載された。この「湖東生」なる人物は実際のところ、どういった人物かよくわかっていない。
これについで、その6年後の1892年には尾崎紅葉が『守銭奴』、『いやいやながら医者にされ』を翻案し、それぞれに『夏小袖』、『恋の病』という題名をつけた。『夏小袖』は春陽堂書店から刊行され、『恋の病』は読売新聞上にて連載された。『夏小袖』は出版当時、紅葉の名は伏せられ、巻末に付した投票用紙で作者名を当てるという懸賞付きの作品であった。泉鏡花が清書を行ったため、彼と春陽堂の主人以外は紅葉が作者であることを知らなかったという。この懸賞が話題を読んで、様々な論評が同作に加えられることとなった。作者が紅葉であることは、再版発行後に春陽堂の広告において告知されたが、その際、予想を的中させた340名の氏名を掲載し、以下のような序文を添えている。
この序文にある「所持の英訳モリエル集三巻」とは、研究の結果、1883～87年に刊行された英訳本であることが判明している。余談だが、同じ本を夏目漱石も所持していたという。1897年には舞台で伊井蓉峰率いる一座によって初演が行われ、1912年までの15年間で毎年日本各地で上演が続けられた。日本国内だけでなくアメリカでも上演され、大成功を収めている。
『夏小袖』の登場は、日本へのモリエールの紹介に大きく貢献しただけでなく、ひとつの演劇作品としても画期的であった。1903年2月の「歌舞伎」という雑誌に掲載された伊臣紫葉の「夏小袖の評」には以下のような記述がある;
この評に見えるように、下らない駄作にまで喜劇と冠して上演していたところに『夏小袖』が現れ、(本物の)喜劇として上演されて成功を収めた。明治時代後期の演劇界では、伝統演劇の堕落への反省から、新風を吹き込むために西洋の喜劇の換骨奪胎が試みられていた。その試みにおいて紅葉の『夏小袖』が大成功を収めたことで、モリエールを持て囃す風潮が興ったのである。ところが、こうして訳されたモリエールの翻訳作品は単に素材を借りただけのものに過ぎず、モリエールの作品やその意図を正確に移植しようという考えは、この時期にはまだほとんど見られない。これは西洋と日本文化、伝統があまりに隔絶されていたことも一因である
2、1904年～1926年、英訳本からの重訳

- 草野柴二[206]の翻訳、翻案 (金尾文淵堂（1908年･1916年）、加島至誠堂（1911年以前） 刊行)

1904年になって、草野柴二が英訳本を底本としたモリエールの戯曲の翻訳を雑誌に連載し、それらのうち15作品をまとめて『モリエエル全集』を刊行した。全集としては日本初のものであるが翻案の域を出ていない。草野は、その序文で「翻訳と称すと躍、じつはこの中拙劣なる翻案を混れり。是等は後年更に翻訳して読者にまみゆべし。」と述べていることから、翻訳と翻案の区別はついていたものと考えられるが、この場合の翻訳も現代で考えるようなそれではない。草野の翻訳はモリエールのテキストに忠実ではあるが、戯曲の舞台を日本に設定し、登場人物をすべて日本人としてしまったので無理が生じ、実に珍妙な描写が生まれてしまった。以下はそれに該当する、草野訳の『守銭奴』の描写である。先述したように登場人物は日本人だから、主人公のアルパゴンは藪坂林兵衛、「とりもちばばあ」のフロジーヌは「奉公女世話焼婆」のお欲として描かれている。
見ればわかるように、日本人同士の会話でいきなりフランスの貨幣が登場する。この後の場面で、林兵衛は命より大切にしていた貯金箱を盗まれる。この流れはモリエールの戯曲の筋と変わらないが、ここでも上記の描写と同様の問題が起きた。巡査にいくら入っていたのか問われると、「上等のルイドールと重いピストールなんで。」と答えておきながら、誰を疑っているのか？と問われると「誰彼の差別無く皆悉。府内のもの、府下の者、悉く牢屋に打ち込んでください。」と答える。17世紀フランスの貨幣を口にした後で、20世紀の東京府を想起させる台詞を草野は吐かせたのであった。もっともこのように感じるのは、一世紀を経てこの翻訳を我々が読んでいるからであって、当時の観客たちはこういった描写を問題にするより、聞いたこともないフランスの貨幣に新鮮さを覚えたのかもしれない。この全集は2度発禁処分の憂き目に遭っている。一度目は『押しつけ結婚』が風紀紊乱に当たるとして、2度目は、検閲を受ける為の申請をせず定められた納本をしないままに出版したことが理由である。この全集には多少の瑕疵はあるが、モリエールの評伝が容れられている。後年出版された全集はこれに倣って評伝を附すのが通例になっている。
- 坪内士行の翻訳 (天佑社 刊行)

年号が大正に変わってから9年が過ぎた1920年に、坪内士行訳の『モリエール全集』が刊行された。これは草野訳『モリエエル全集』と同じく英訳版からの重訳とされているが、“ガルニエ・フラマリオン版”を曲がりなりにも底本として使用し、英訳本三種を力杖に翻訳しているので厳密な意味での重訳には当たらない。また草野訳に見られるような翻案ではなく、モリエールのテキストに忠実な翻訳が行われている。この全集の最大の特徴は、『タルチュフ』の一部を敢えて伏字にしている事である。坪内は草野の全集が発禁となったのは『タルチュフ』にその理由があると考え、その対処として伏字にすることで発禁処分を避けようとしたのである。但しこれは飽く迄も坪内の独自の解釈であり、伏字も自己検閲に過ぎない。実際これ以降終戦時までに出版された『タルチュフ』には伏字や削除の跡は見られない。

3、1923年～、フランス語原典からの翻訳

大正末期になると、フランス語原典から翻訳が主となり、英訳版からの重訳は徐々に見られなくなり、昭和に入ると英語版からの重訳は無くなり、専らフランス語原典からの翻訳のみとなった。
- 井上勇の翻訳 (聚英閣 刊行)

坪内士行訳の『モリエール全集』が刊行された3年後の1923年に、井上勇訳の『ドン・ジュアン 外二篇』が刊行された。これが今の所確認されている中では最も古い、フランス語原典からの翻訳による刊本であり、巻頭の例言にアシェット版全集に據ったと記されている
- 吉江喬松らの翻訳 (中央公論社刊行)

昭和に年号が変わってから9年が過ぎた1934年に、当時旧制早稲田大学の教授だった吉江喬松の監修によって『モリエール全集』全三巻が刊行された。これは全くフランス語原典からの忠実な翻訳で、モリエールの詩曲33篇全てを収録している。この全集に附された邦題名のほとんどを、以後これに続く邦訳が踏襲するようになった。吉江はモリエールが人生批評の標準としたものは「人間の自然性の尊重であり、中庸の要求の声」であり、「この2つの基準は明智と達識と体験とに由らなければ建てられるものではない」とし、その作品については「当代時相を描きながら、人間性に徹して永久に生きる本質を備えてゐる」とした。特に『守銭奴』に関して、そこには「当代のブルジョワのタイプの一種」が描かれており、「尾崎紅葉が夏小袖としたのも、日本のブルジョワ文化の興隆しつつある時期に特にこの作に興味を惹かれたという点に意味がある」と考え、モリエールをオノレ・ド・バルザックの先駆的存在と評した。
日本人はこの全集によってようやく、モリエールの作品を通してその全体像を俯瞰することが可能となった。その功績は大きく、鈴木力衛は「モリエール翻訳史上の一大金字塔」と賛辞の言葉を述べている。
- 鈴木力衛の翻訳 (中央公論社刊行)

鈴木力衛は、1940年以来没時までモリエールの翻訳に取り組んだが、1973年にモリエールの死後300年を記念して、中央公論社で『モリエール全集』（全4巻）を刊行、第25回読売文学賞を受賞した。モリエール全作品のうち日本で上演される可能性のあるもの、日本の観客に喜んでもらえそうな戯曲だけを選択、およそ全作品30編のうち20編を収録となった。上演を想定し訳され、実際に上演の際の台本に用いられただけあって、その翻訳の平易、流麗さは、これまでの翻訳で群を抜いている。
鈴木訳は、岩波文庫でも全8作が刊行された。別版に『世界古典文学全集47　モリエール』（筑摩書房、1965年）があり全12編を収録している。
- 秋山伸子、廣田昌義らの翻訳 (臨川書店刊行)

モリエールの遺したテキストのすべてを訳出している。この点でこれまでの全集とは一線を画している。2000年から3年にわたって刊行された。現在の日本においては最も新しい全集である。

## 映像化
- モリエール (Molière) - 1978年のフランス・イタリア合作映画。劇場公開版とテレビ放映版が同時に製作され、劇場公開版は約7時間のテレビ・ミニシリーズを235分に再編集したもの。モリエールをフィリップ・コーベールが演じた。
- モリエール 恋こそ喜劇 (Molière) - 2007年のフランス映画。若き日のモリエールをロマン・デュリスが演じた。